# Gifhorn (stad)
Gifhorn is een gemeente in de Duitse deelstaat Nedersaksen, en maakt als selbständige Gemeinde deel uit van de Landkreis Gifhorn. De stad telt 42.939 inwoners.

## Indeling van de gemeente

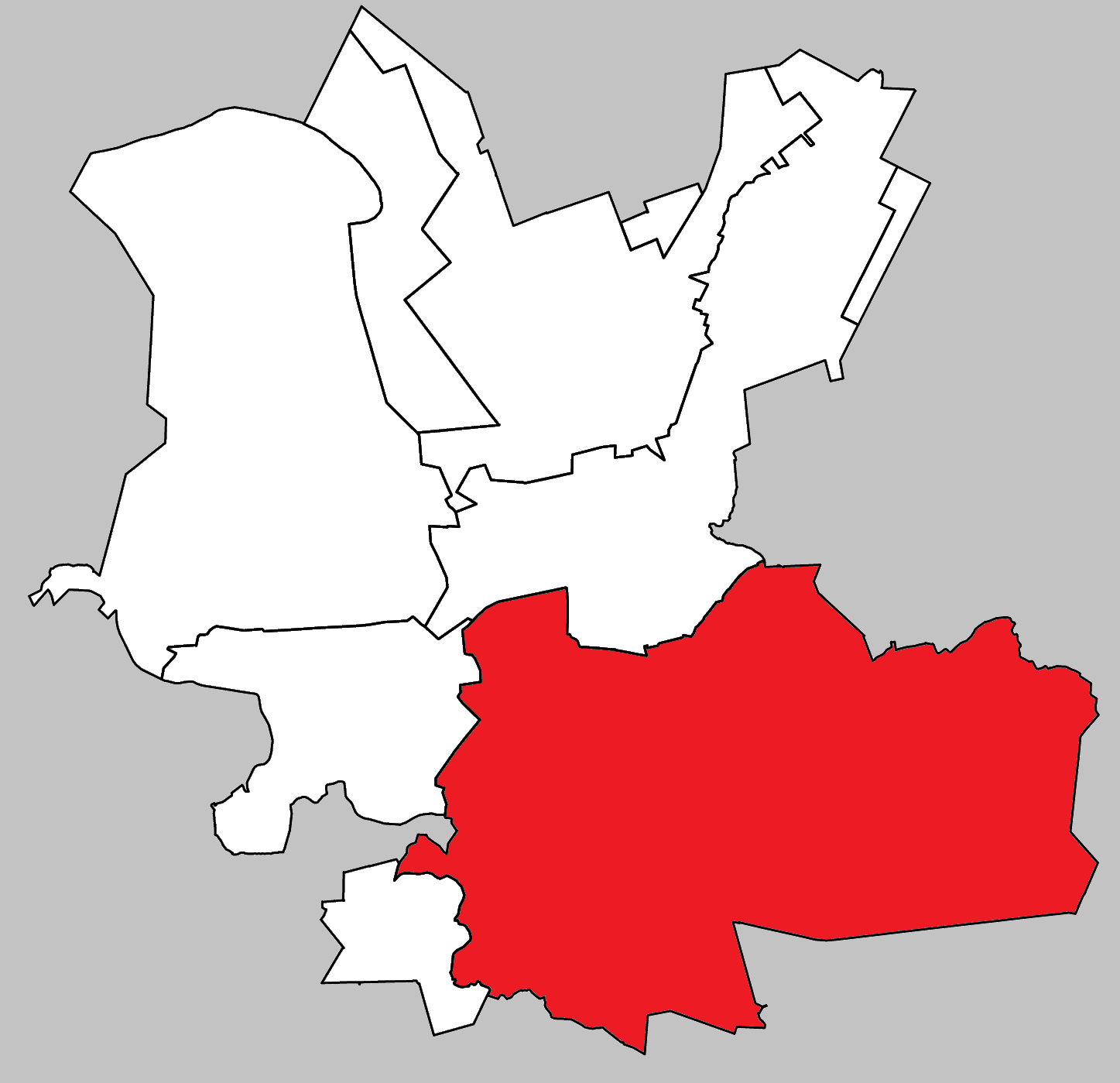
Situering Gifhorn-stad binnen de gemeente Gifhorn

De gemeente bestaat, naast de stad Gifhorn zelf, uit vijf dorpen, die tot de gemeentelijke herindeling van 1974 zelfstandige gemeentes waren:
- Gamsen, met in 2017 ruim 5.200 inwoners, is voorzien van enige recreatievoorzieningen voor de inwoners van de stad en haar omgeving.[2]

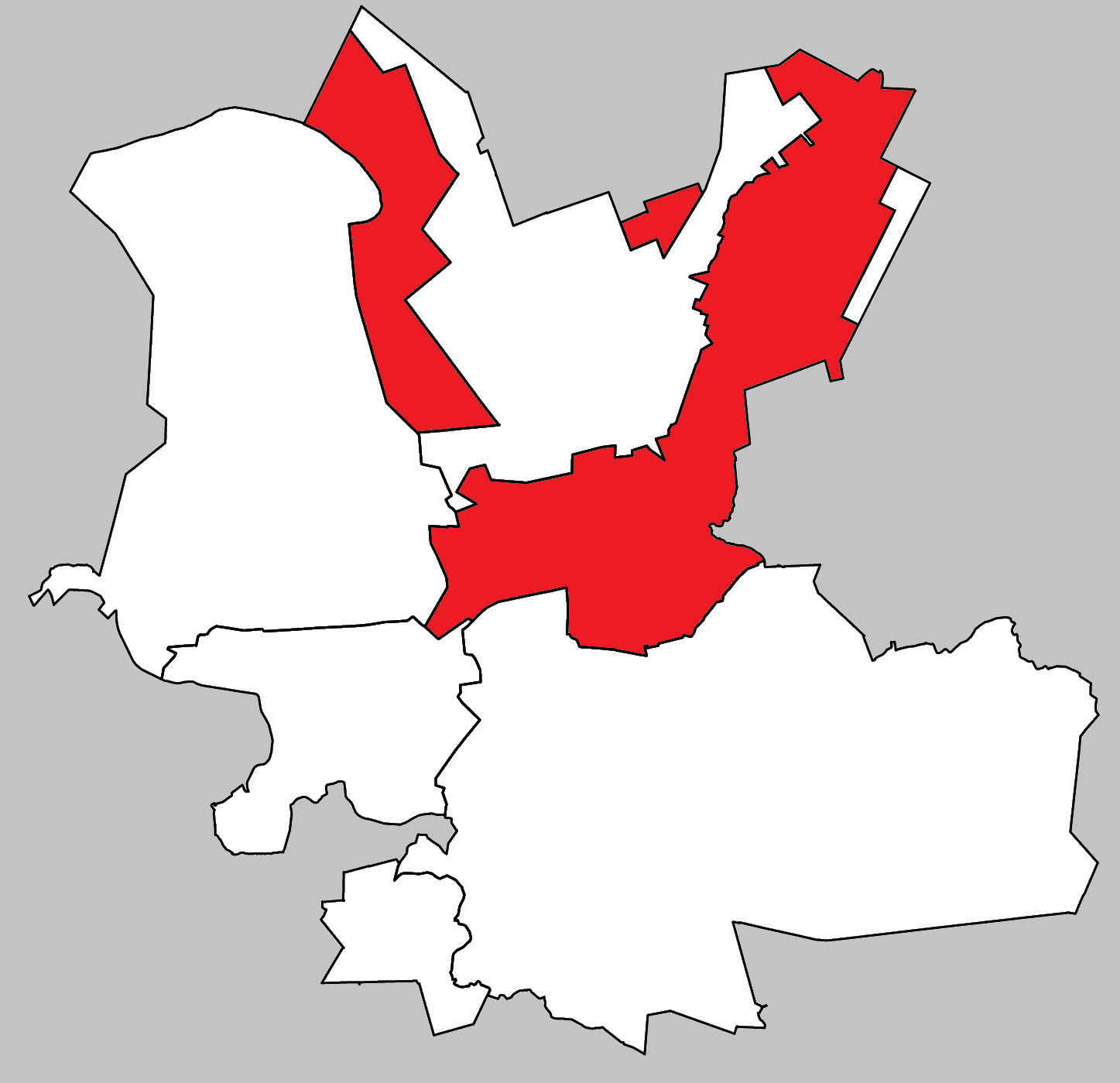
Situering Gamsen binnen de gemeente Gifhorn

- Kästorf,[3] met in 2017 ca. 3.100 inwoners. De diaconie van de Evangelisch-Lutherse kerk beheert een aantal zorginstellingen in dit dorp.

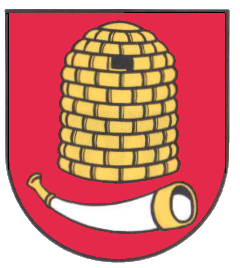
Wapen Kästorf
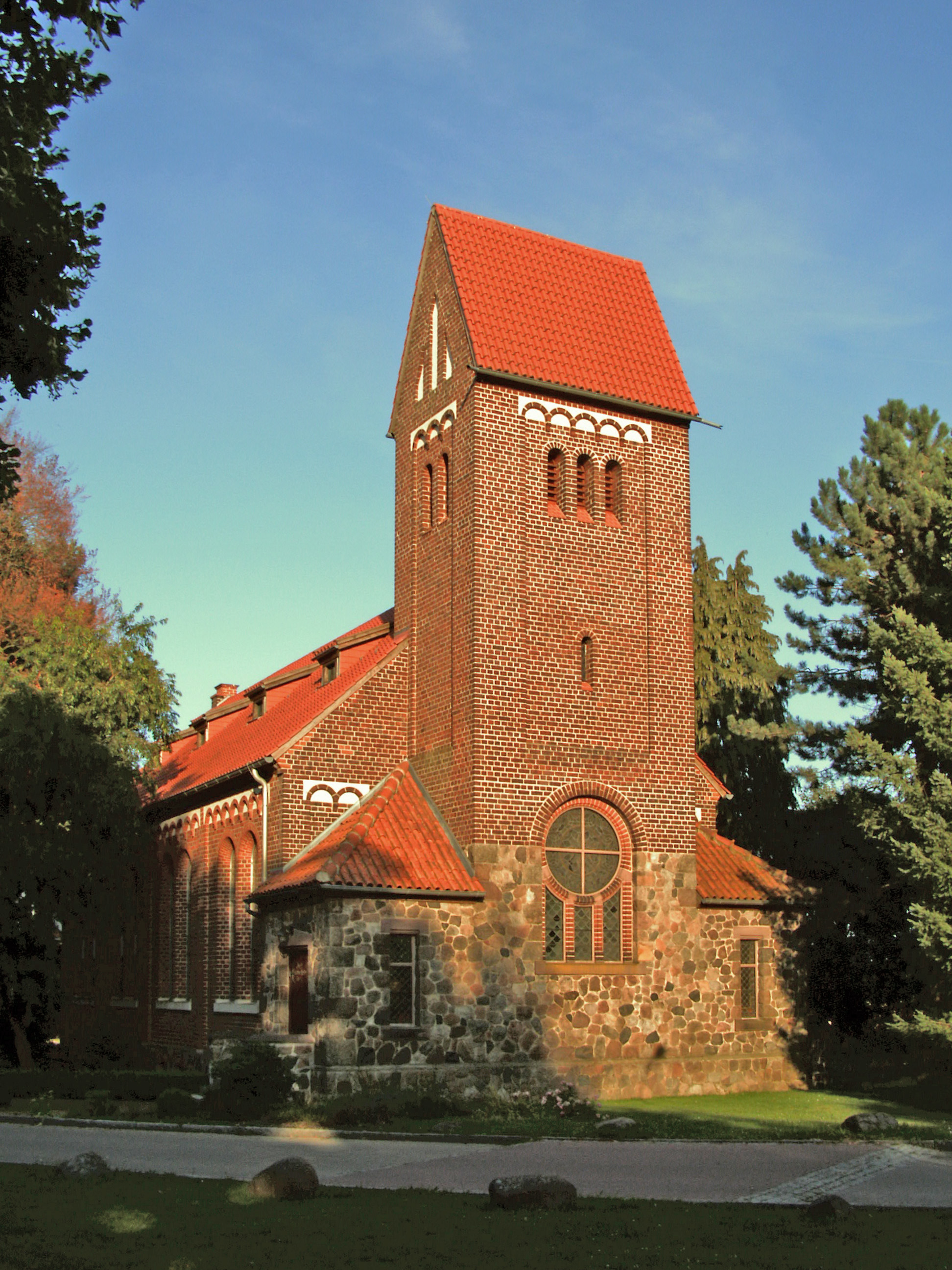
Lazaruskerk Kästorf
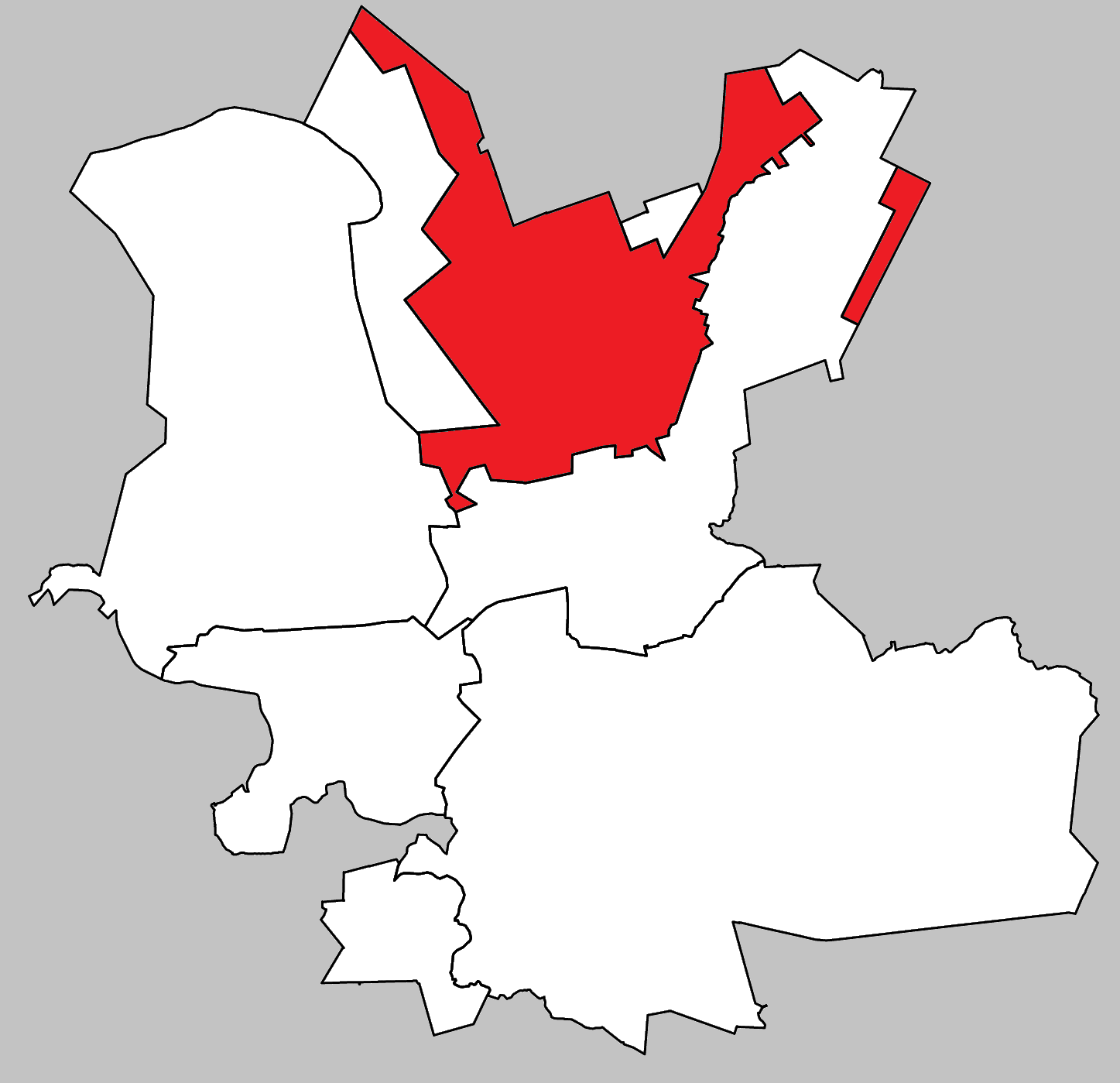
Situering Kästorf binnen de gemeente Gifhorn

- Neubokel, met in 2017 ca. 900 inwoners, is een forensendorp, dat om de grootschalige verbouw van aardappelen tot in de verre omtrek befaamd is.

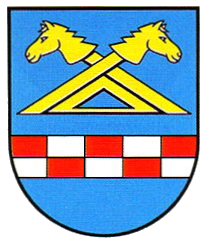
Wapen Neubokel
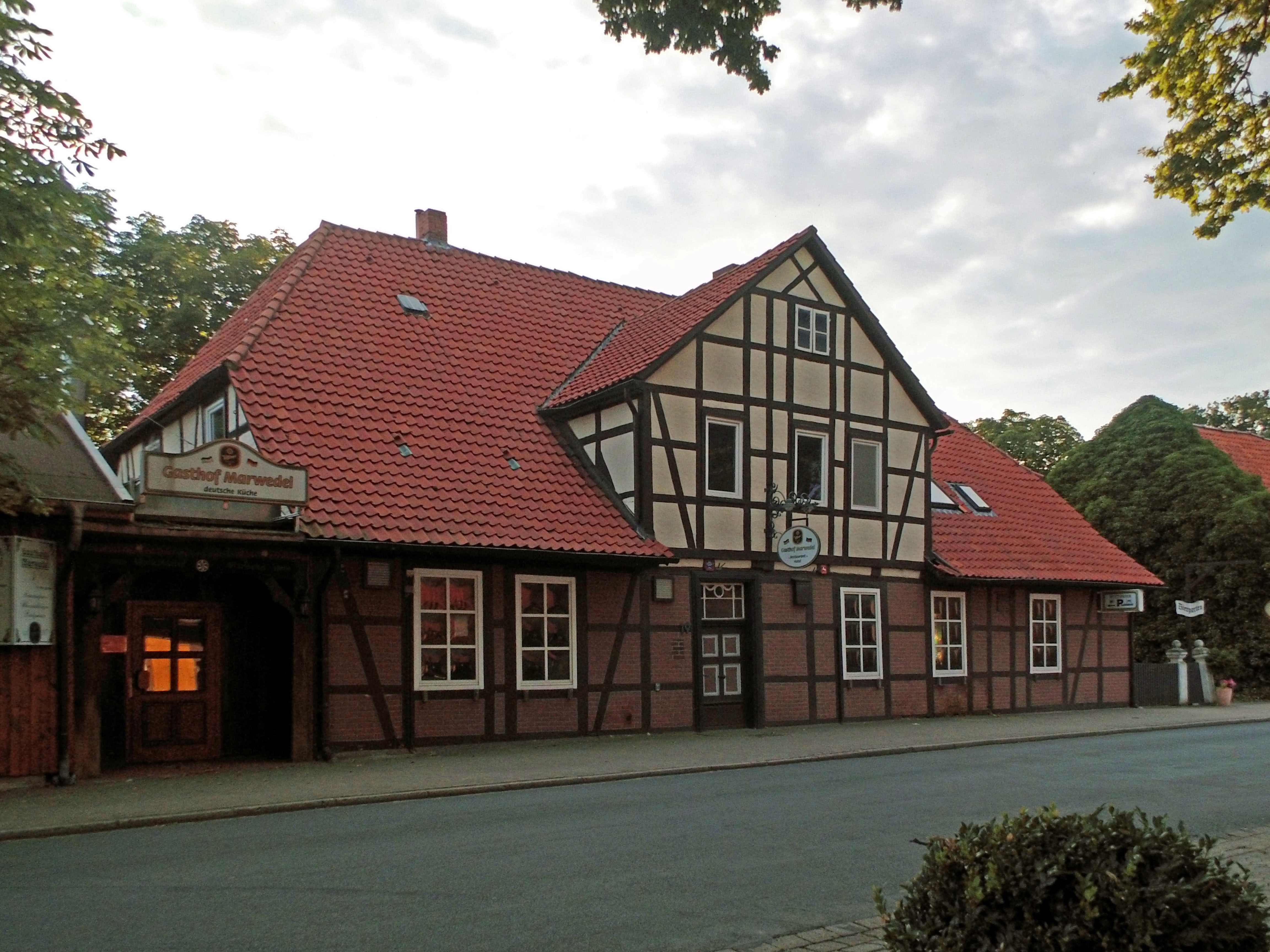
Een restaurant in Neubokel
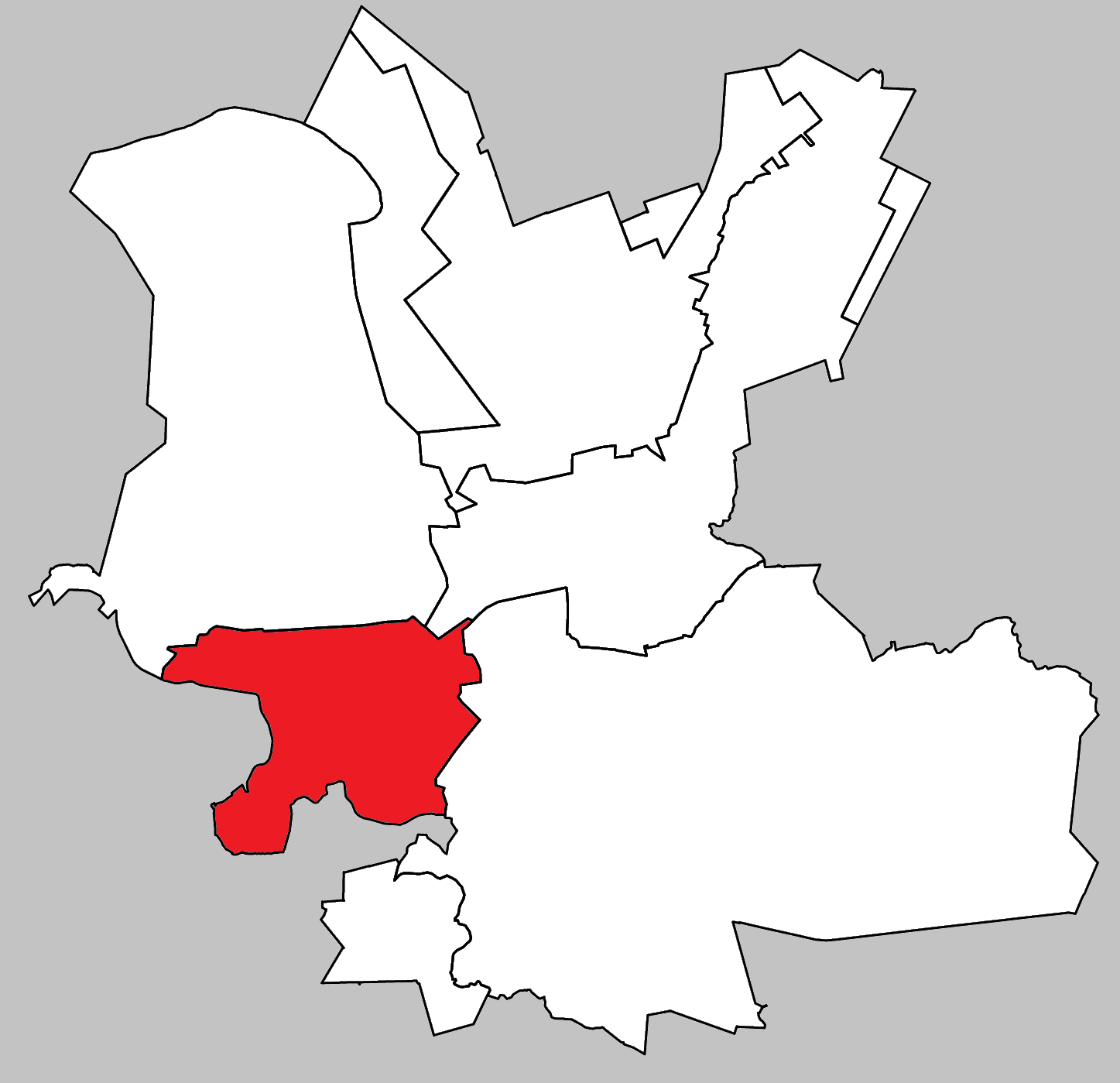
Situering Neubokel binnen de gemeente Gifhorn

- Wilsche, met in 2017 bijna 2.000 inwoners, werd door de toevloed van Heimatvertriebene rond 1948 tweemaal zo groot als voordien. Voordien was het een boerendorpje aan de rand van de heide.

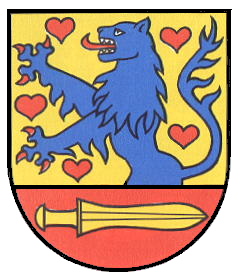
Wapen Wilsche
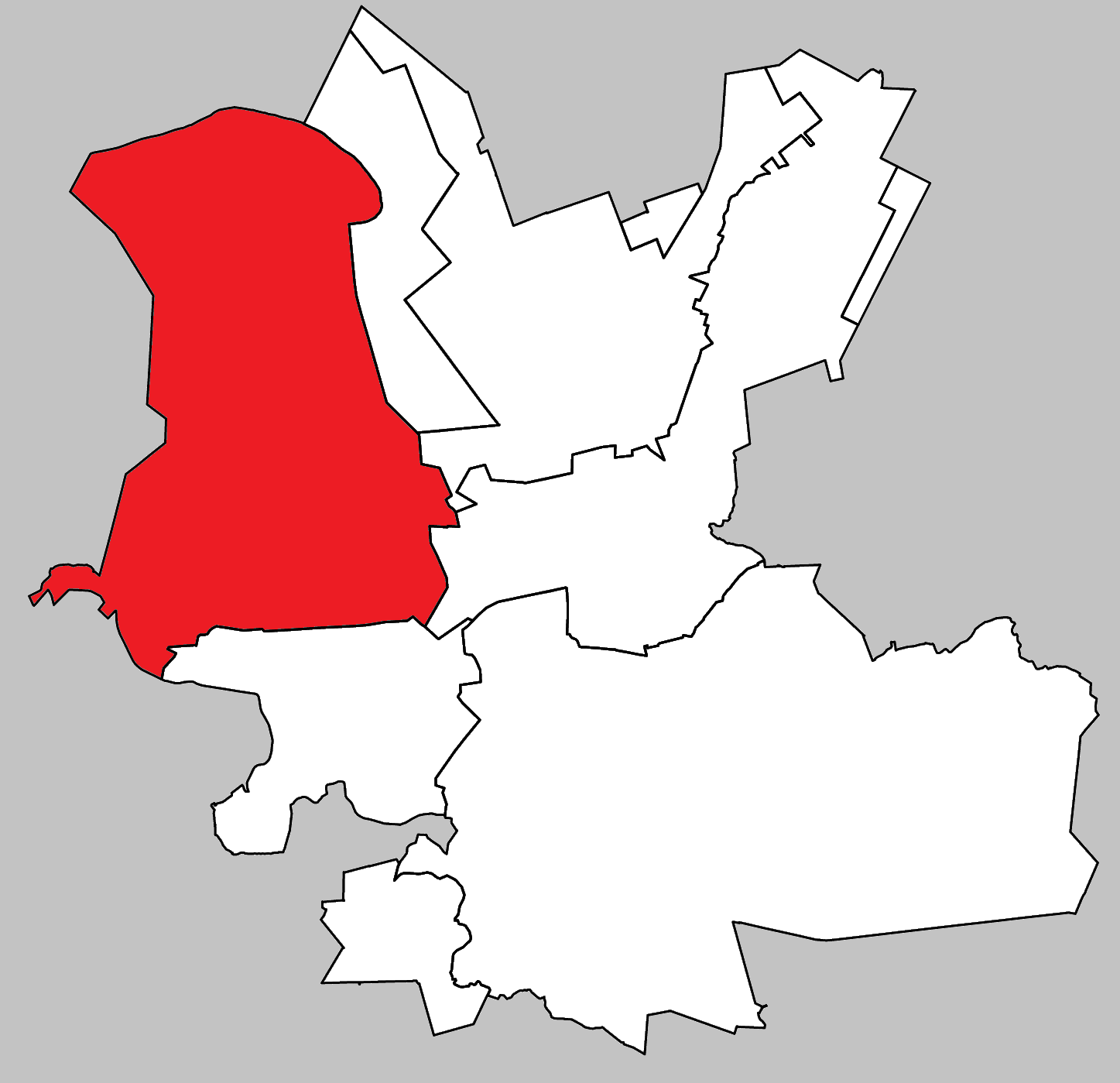
Situering Wilsche binnen de gemeente Gifhorn

- Winkel, met in 2017 ruim 900 inwoners, fraai gelegen bij bos en heide. Vanaf 1904 kwam de bekende schrijver en dichter Hermann Löns hier graag jagen. Hij schreef over het dorp enige verhalen en gedichten.

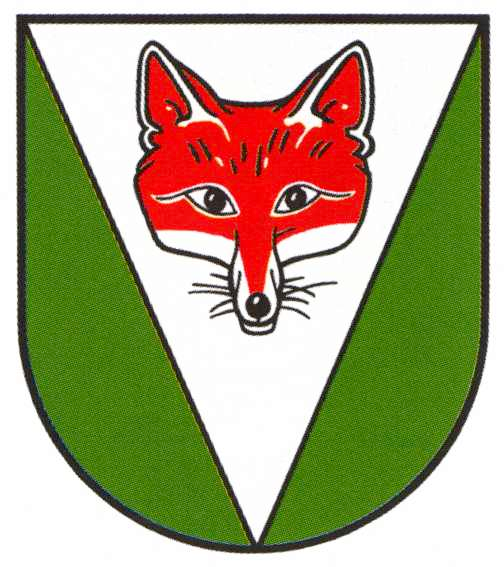
Wapen Winkel
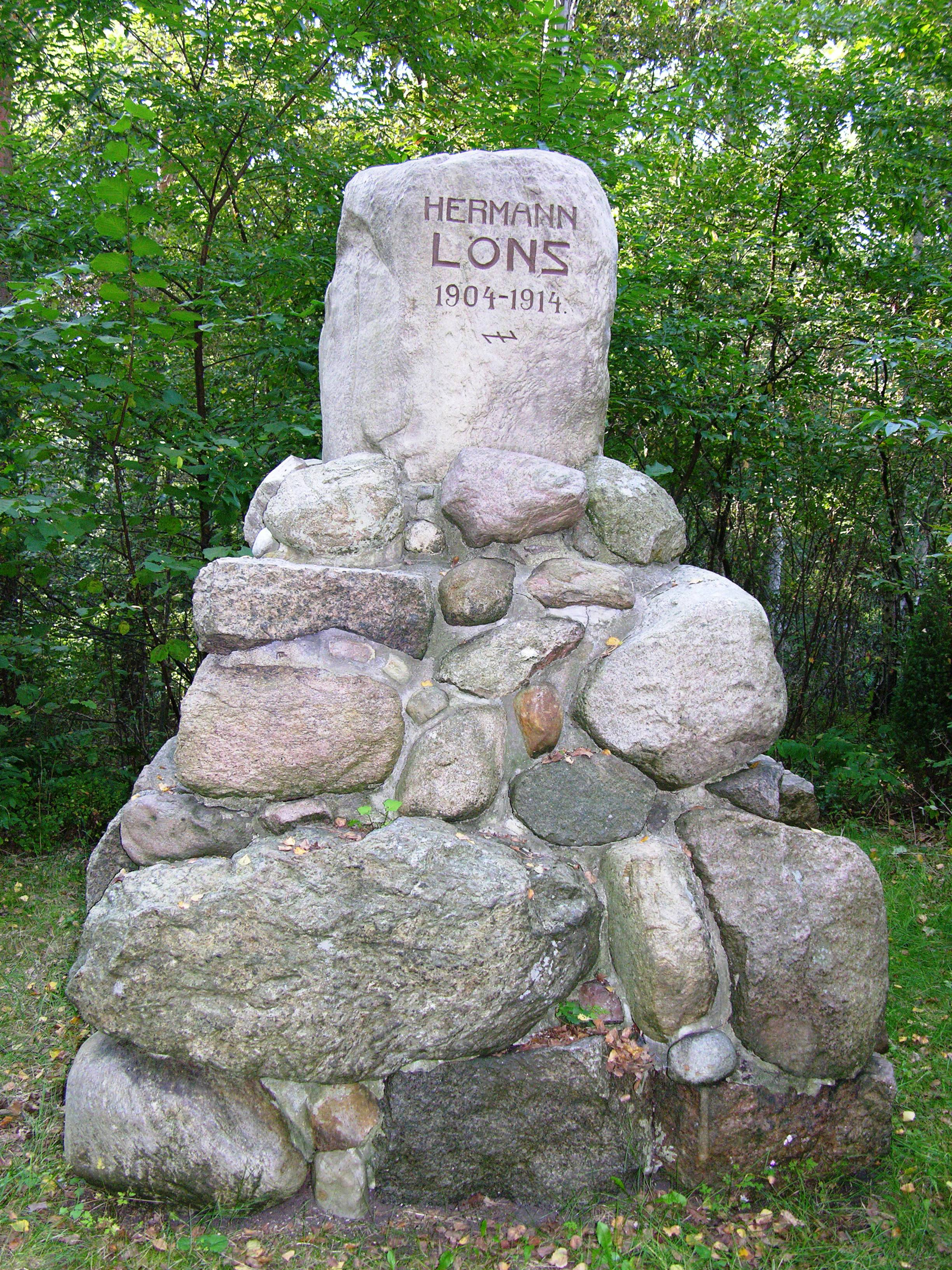
Monument ter ere van Hermann Löns
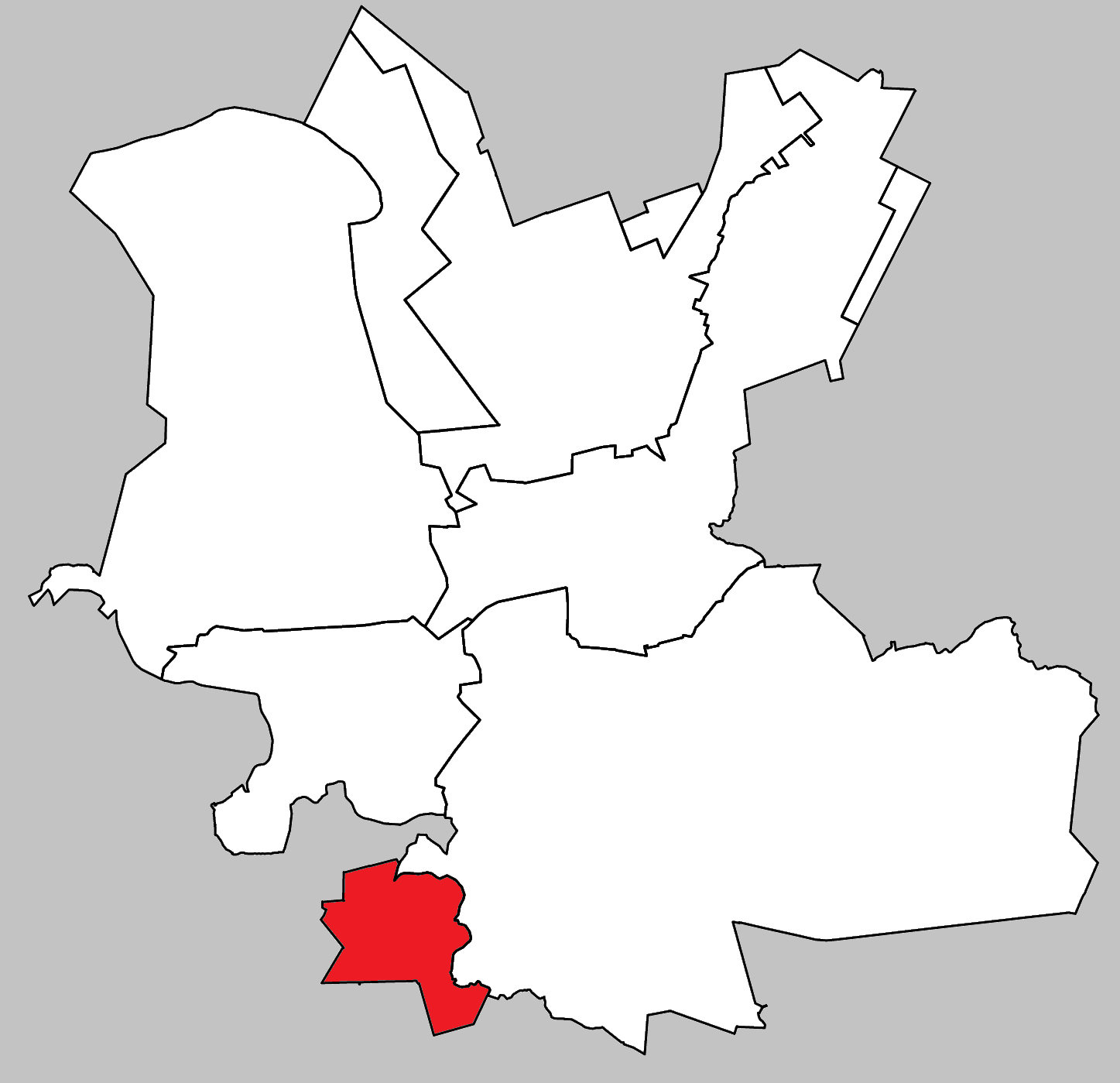
Situering Winkel binnen de gemeente Gifhorn

Blijkens de website van de Landkreis Gifhorn had de gemeente per 31 december 2018 in totaal 42.519 inwoners.

## Ligging, verkeer, vervoer
Gifhorn ligt tussen kleine heuvels, die soms rivierduinen in de Aller zijn en soms kleine stuwwallen, en het dal van de Aller. Direct ten noordwesten van Gifhorn ligt de Lüneburger Heide, meer oostelijk een Großes Moor genaamd hoogveengebied.

### Plaatsen in de omgeving
Grotere steden in de buurt zijn Wittingen, ca. 38 km ten NNO van Gifhorn, Braunschweig, ca. 25 km Z tot het centrum, Wolfsburg, ca. 20 km O, en Uelzen, bijna 60 km N.
De kleinere, tot de Landkreis Gifhorn behorende buurgemeenten zijn:
- Wagenhoff (N: ten noorden van Gifhorn)
- Wesendorf (ten N van het kleine Wagenhoff)
- Wahrenholz (ten N van Wesendorf)
- Sassenburg (NO)
- Calberlah (ZZO)
- Isenbüttel (Z)
- Ribbesbüttel (ZZW)
- Leiferde (ZW)
- Müden (Aller) (W)
- Ummern (NW).

### Wegverkeer
De stad ligt ca. 20  kilometer ten noorden van het Autobahnkreuz Braunschweig-Nord (A 2/A 391). De stad ligt op het kruispunt van de Bundesstraße 4 Uelzen- Brunswijk (noord-zuid) en Bundesstraße 188 Wolfsburg- Hannover (oost-west).

### Trein- en busverkeer
De stad heeft twee stations, te weten:
- Station Gifhorn waar de treinen van Berlijn - Lehrte v.v. en de (niet frequente) treinen op Spoorlijn Braunschweig - Gifhorn v.v. stoppen;
- het thans onbelangrijke Station Gifhorn Stadt aan de noordkant van het centrum. Spoorlijn Gifhorn - Wieren is een lokaal lijntje, dat als enige beide stations aandoet.

Gifhorn heeft een stadsbusnet en streekbuslijnen naar diverse plaatsen in de omgeving.

### Waterwegen
Door Gifhorn stroomt de rivier de Aller. Een 50 km lang zijriviertje , de Ise, mondt bij het kasteel van Gifhorn in de Aller uit. Deze waterwegen dienen vooral de regionale waterhuishouding en zijn alleen -beperkt- voor kano's en plezierbootjes bevaarbaar. De oevers van de rivieren zijn grotendeels natuurreservaat.
De binnenscheepvaart kan binnen de regio gebruik maken van het Elbe-Seitenkanal dat net buiten de gemeentegrens ten oosten van Gifhorn en ten westen van Wolfsburg een oost-west verlopend dwarskanaal kruist, het Allerkanal, om nog ca. 7 km zuidelijker in het Mittellandkanaal uit te monden. Het in de jaren 1860 gegraven Allerkanal is alleen een afwateringskanaal ter voorkoming van overstromingen in het voorjaar, en met slechts 1 m diepte niet bevaarbaar.

### Vliegverkeer
In Stadtteil Wilsche bevindt zich een klein vliegveld t.b.v. de zweefvliegsport. Het heeft ICAO-code EDVQ. Het veld heeft één graspiste van 500 meter lengte.
De Flughafen Braunschweig-Wolfsburg ligt aan de A2, ruim 20 km ten zuiden van Gifhorn.

## Economie, bevolking
De stad ligt niet ver van de vroegere zonegrens met de DDR en van Wolfsburg, waar het Volkswagenconcern zetelt. In Gifhorn wonen veel forensen, die daar werken. Verder is er een groot ingenieursbureau gevestigd, dat VW en andere autofabrieken van advies dient. Er zijn ook nog enige andere toeleveringsbedrijven voor de autofabricage gevestigd, waaronder een remsystemenfabriek van Continental AG (1948-1967: Alfred Teves, 1967-1998: ITT).
Daarnaast biedt de stad werkgelegenheid in de dienstensector en uiteenlopend midden- en kleinbedrijf, zoals normaal is voor een stad van deze omvang, en in toenemende mate in het toerisme.

## Geschiedenis

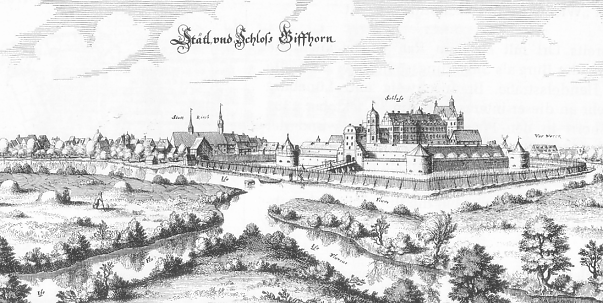
Merian-ets van Gifhorn en zijn burcht, 1654

Rond 900 heeft op de plaats van het huidige Gifhorn, bij de samenvloeiing van Ise en Iller, waar men het gemakkelijkst het moerassige oevergebied kon oversteken, wellicht al een klein aantal mensen gewoond. In 1196 komt de plaats voor in een register van bezittingen van het sticht St. Cyriacus te Brunswijk.
De plaats won aan belang, doordat de zoutroute Lüneburg- Brunswijk er een handelsroute Celle- Maagdenburg kruiste.
Hertog Johan I van Brunswijk-Lüneburg verleende Gifhorn in 1275 marktrecht. In 1332 was de plaats ommuurd; in 1364 was sprake van de status wigbold (Weichbild), wat beperkte stadsrechten inhield. Volledig stadsrecht volgde formeel pas in 1852. Het Hertogdom Brunswijk-Lüneburg verwierf Gifhorn in 1428. De plaats was geen Hanzestad, maar profiteerde wel van de hanzeatische handel.
Tijdens de Hildesheimse Stiftsoorlog (1519-1523) werd Gifhorn geheel verwoest. In het kader van de herbouw van Gifhorn werd ook het imposante kasteel gebouwd. Hertog Frans van Brunswijk-Lüneburg, heer van Hertogdom Brunswijk-Lüneburg, resideerde hier tien jaar lang; formeel had hij in Gifhorn gedurende die 10 jaar zijn eigen hertogdom. In deze periode viel ook de Reformatie; de hertog was in 1544 evangelisch-luthers geworden, en de stedelingen volgden, zoals in die tijd gebruikelijk, massaal zijn voorbeeld. Nog altijd is de meerderheid van de christenen in Gifhorn luthers.
De stad bleef in de Dertigjarige Oorlog (1618-1648) en de Zevenjarige Oorlog (1756-1763) niet voor rampspoed gespaard. Regelmatig waren er ook, tot laat in de 19e eeuw, grote branden in de stad of op de nabije heides en venen. Aan het eind van de 18e eeuw werden de vestingwerken van het kasteel en de muren van de stad verwijderd.
De 19e eeuw was , zoals in veel steden, een tijd van, met de turfwinning in het Große Moor ten noorden van Gifhorn en met de aansluiting op het spoorwegnet begonnen, industriële ontwikkelingen. Veel industrieën uit die tijd bestaan niet meer.
In station Isenbüttel-Gifhorn veroorzaakte een goederentrein op 22 februari 1941 een van de zwaarste spoorwegongevallen van Duitsland. De bestuurder van de goederentrein had een rood sein over het hoofd gezien en reed met volle snelheid op een vertrekkende reizigerstrein in. Er kwamen 122 mensen om het leven, de meesten waren Belgische gevangenen, daarnaast raakten er 80 mensen zwaar gewond.
Na de Tweede Wereldoorlog werden in Gifhorn veel ontheemden van Duitse origine, die uit de Sovjet-Unie waren verdreven of gevlucht, in nieuwe wijken (Siedlungen) ondergebracht. Rond 1960 ontstond ook een woonwijk voor medewerkers van de Bundesgrenzschutz. In de tijd, dat veel gastarbeiders naar West-Europa werden gehaald, vestigden zich in Gifhorn relatief veel Grieken, die er nog steeds eigen culturele organisaties hebben.

## Bezienswaardigheden

### Kasteel Gifhorn
Het vestingachtige kasteel is in opdracht van hertog Frans van Brunswijk-Lüneburg, heer van Hertogdom Brunswijk-Lüneburg, en later zijn opvolgers, tussen 1525 en 1581 in de stijl der Wezerrenaissance gebouwd. Hertog Frans resideerde er van 1539 tot aan zijn dood in 1549 en is er ook begraven. Onder zijn opvolgers werden kasteel en vesting verder uitgebouwd. Het fungeerde tot aan de Napoleontische tijd als vesting (ze is nooit ingenomen) en jachtslot. In de 20e eeuw was een deel van het kasteel nog als gevangenis in gebruik. Na een ingrijpende restauratie is het thans kantoor en tevens streekmuseum van de Landkreis Gifhorn. In het kasteel is verder een restaurant gevestigd. De ridderzaal van het kasteel is een ruimte voor evenementen van zeer uiteenlopende aard.

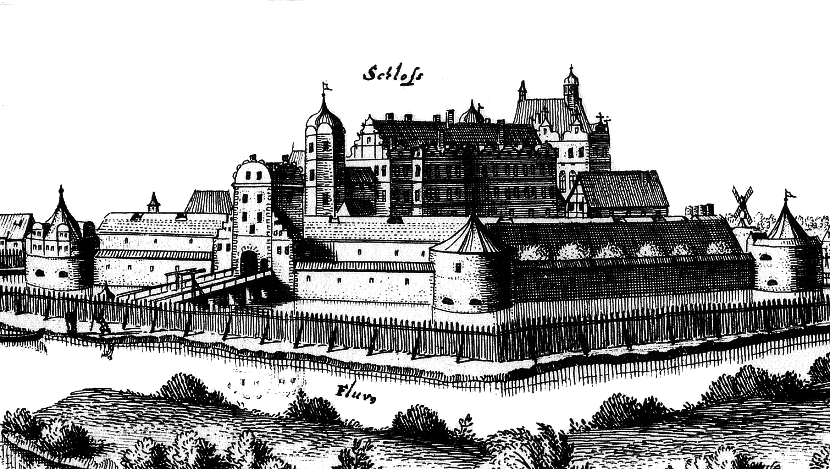
Kasteel Gifhorn, Merian-ets uit 1654
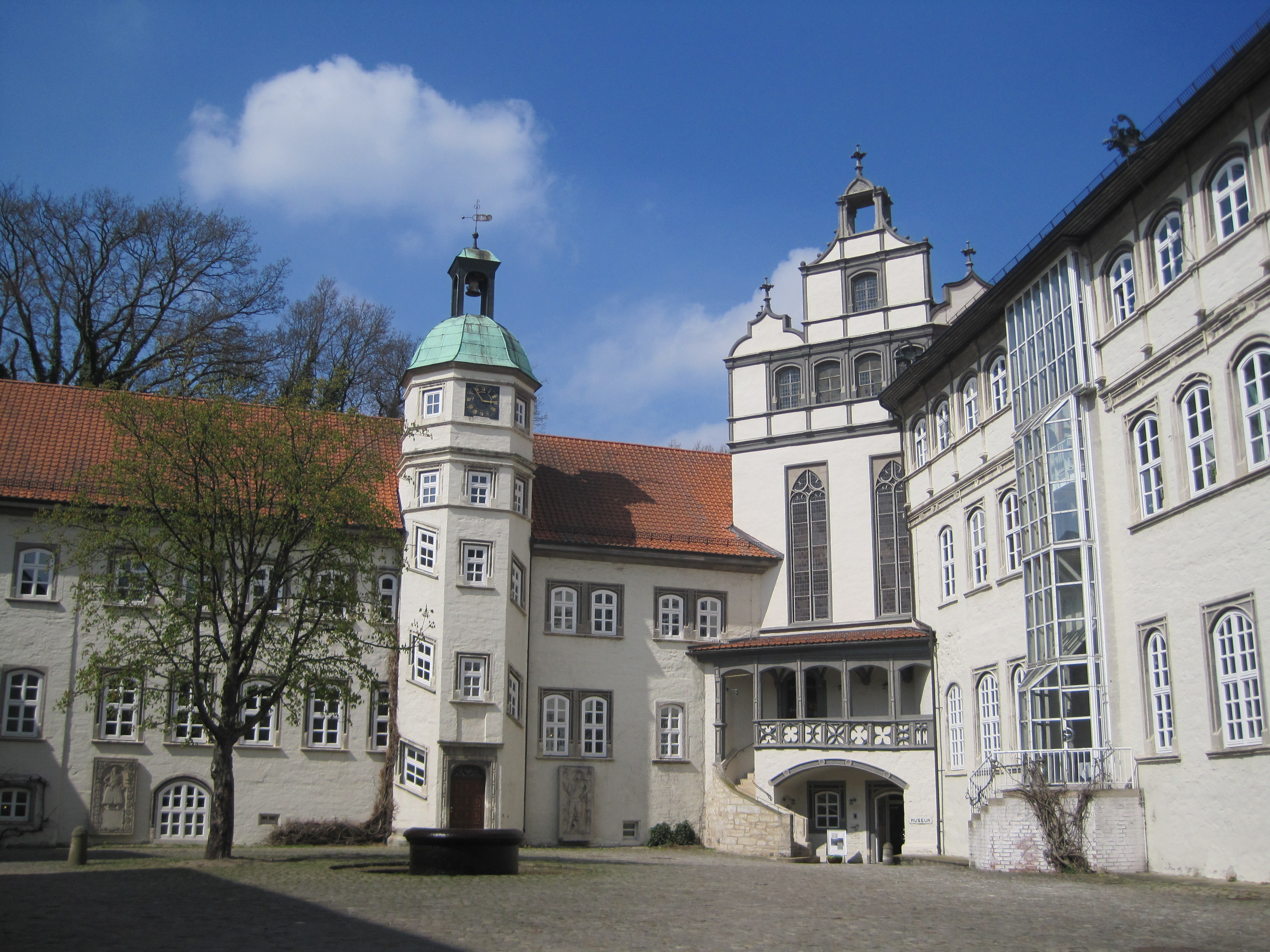
Binnenplaats kasteel Gifhorn
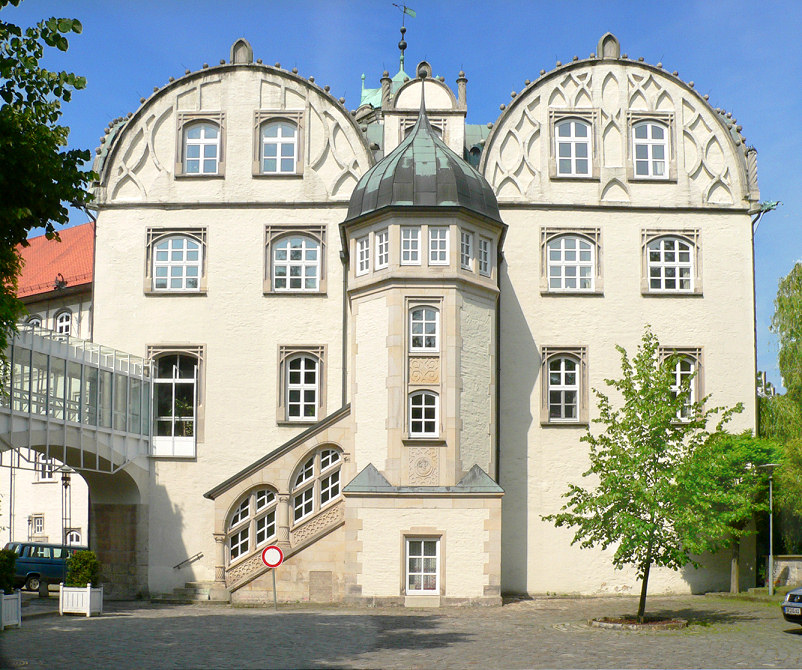
Poorthuis uit 1526
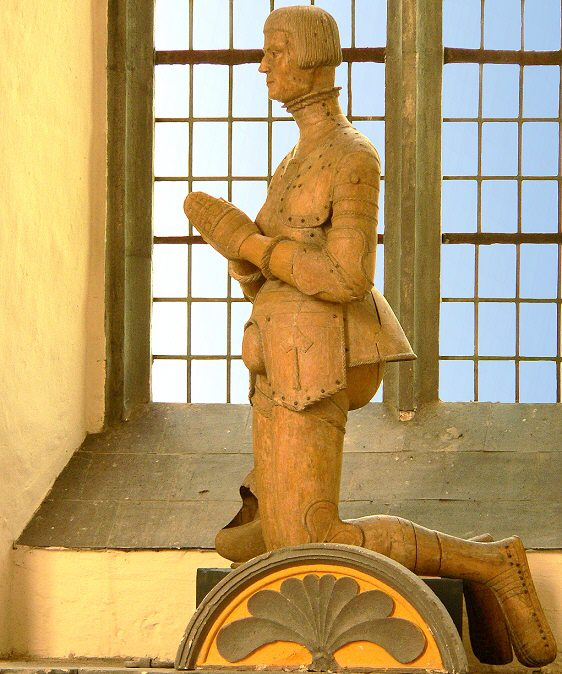
Hertog Frans van Brunswijk-Lüneburg in de slotkapel
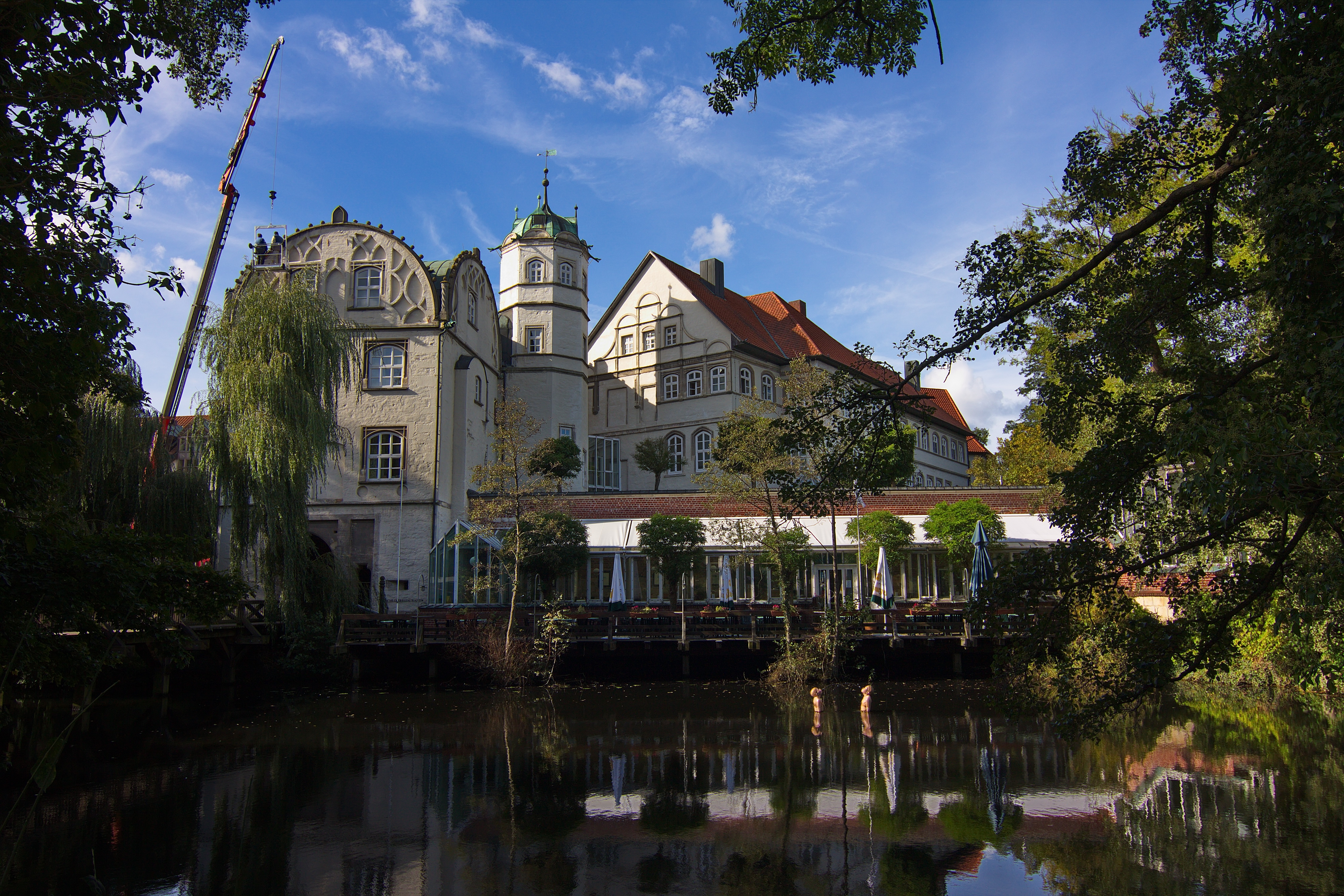
Kasteel Gifhorn

### Het Internationale Wind- und Wassermühlen-Museum
Het Internationale Wind- und Wassermühlen-Museum is een in 1980 geopend openluchtmuseum, gewijd aan de wind- en watermolentechniek in de gehele wereld.
Het omvat naast een 800 m² grote hal (met o.a. maquettes van molens en met uitleg over diverse technische aspecten) een grote buitenruimte, waarin nauwkeurig conform het originele gebouw nagebouwde wind- en watermolens staan. Er staan geen molens uit Nederland of Vlaanderen, omdat drie in het park aanwezige windmolens uit Duitsland zelf dezelfde techniek en bouw vertonen als die uit de Lage Landen, t.w. een standerdmolen en twee bovenkruiers. Een van die bovenkruiers is een replica van de tussen 1787 en 1791 bij kasteel Sanssouci te Potsdam gebouwde windmolen, die aan het eind van de Tweede Wereldoorlog werd verwoest.
De totale oppervlakte van het aan de oevers van een 5 hectare groot meer gelegen buitenterrein is 16 hectare. Naast molens staat hier een gereconstrueerd oud-Duits dorp met enige vakwerkhuizen, waarin o.a. horecagelegenheden zijn ondergebracht.
In 1965 is nabij het (toen nog niet bestaande) Molenmuseum een houten kerkgebouw van de Russisch-Orthodoxe Kerk gebouwd. De kerk is aan Sint-Nicolaas gewijd. Toen het Molenmuseum gereed was gekomen, stond de kerk binnen het museumterrein. Bezoekers van het Molenmuseum kunnen de kerk, waarin verschillende voorwerpen te zien zijn, die met de Russische christelijke tradities samenhangen, tegen extra betaling bezichtigen.

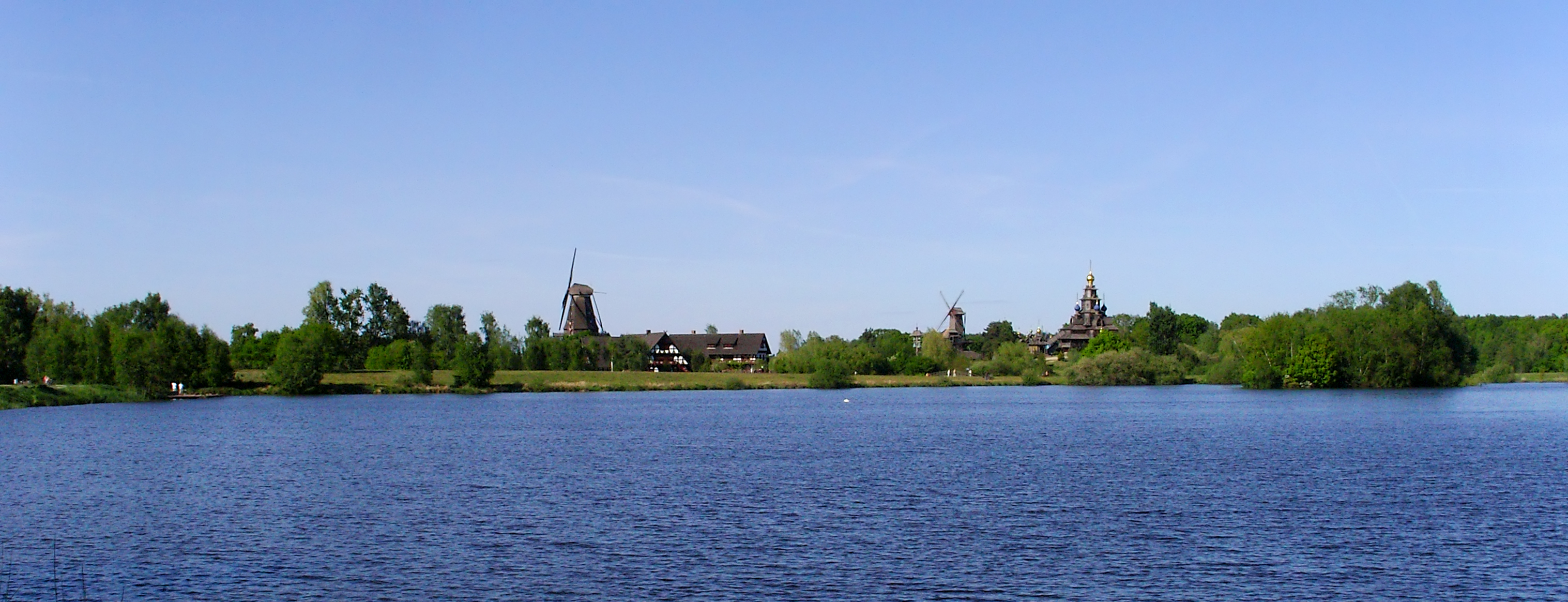
Gezicht op het museumterrein van over het meer
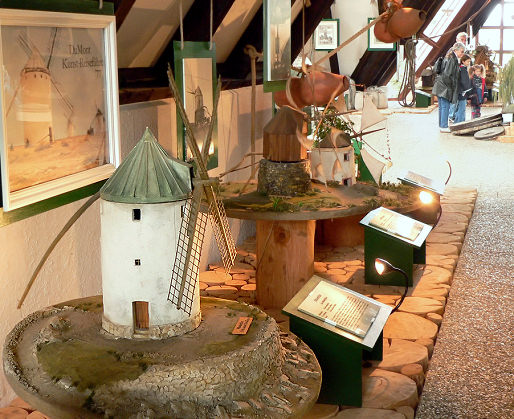
Maquettes in de tentoonstellingshal
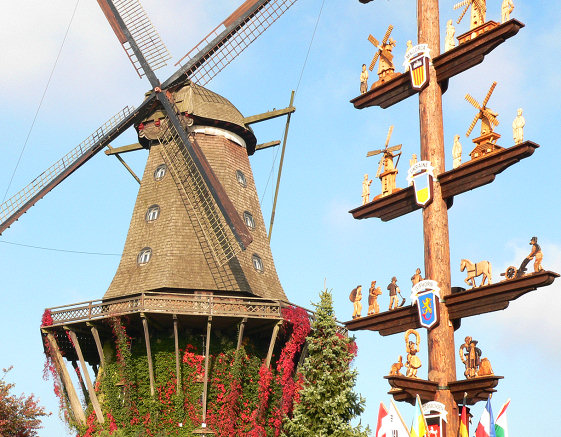
Dopsplein met een zgn. Mühlenbaum,op de achtergrond de replica van de Sanssouci-windmolen
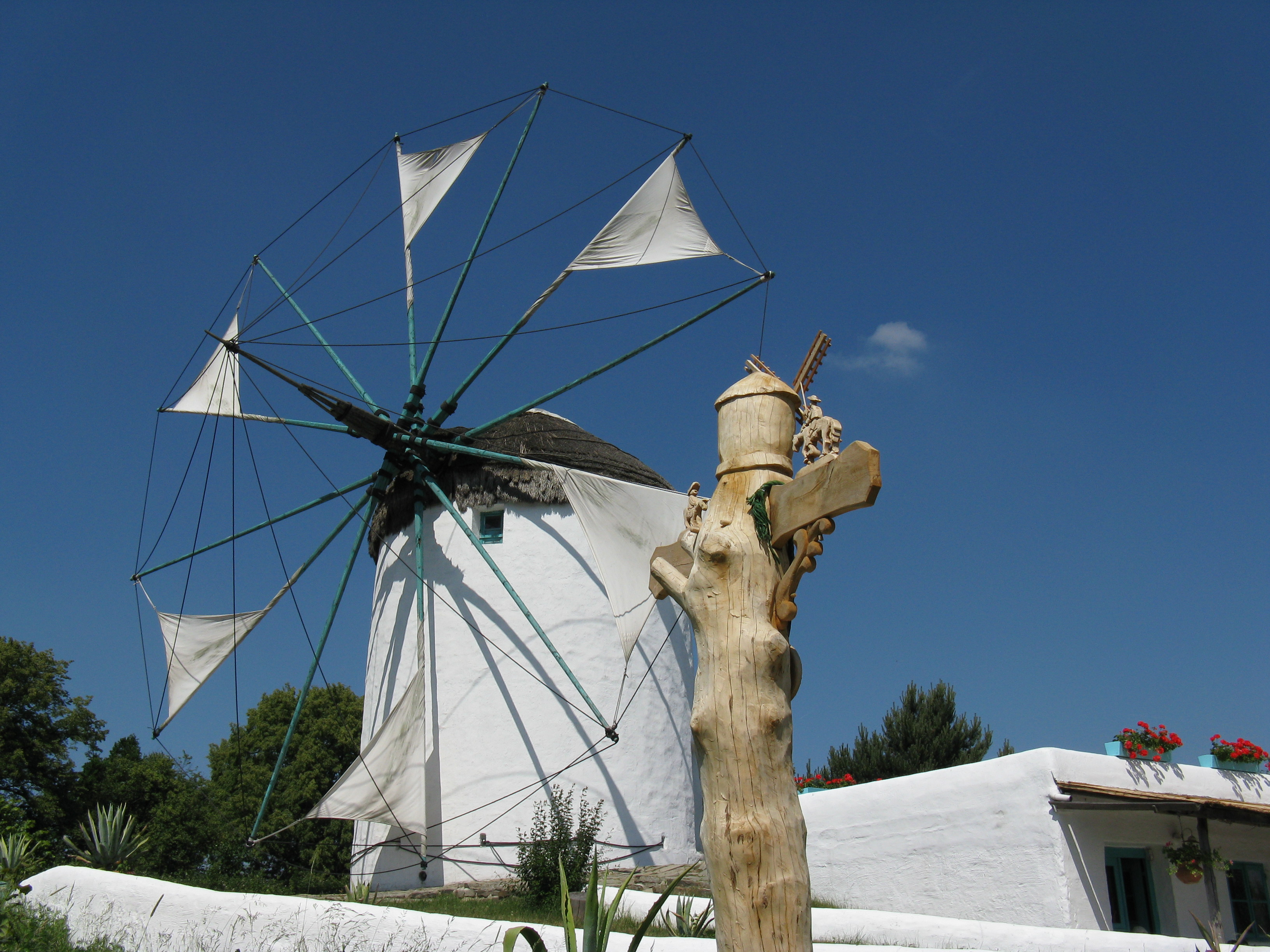
Molen uit Mykonos, Griekenland
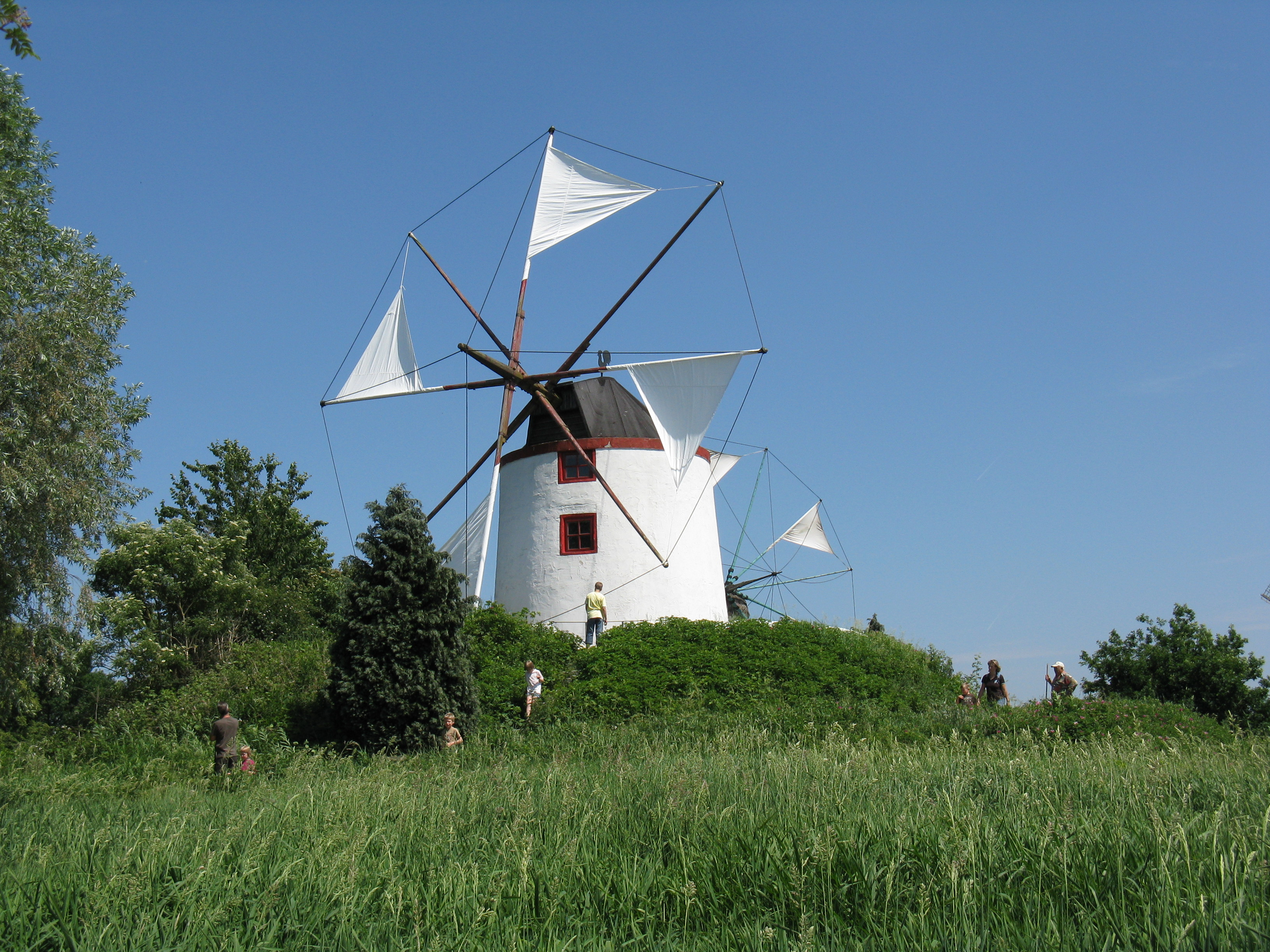
Molen uit de Algarve, Portugal
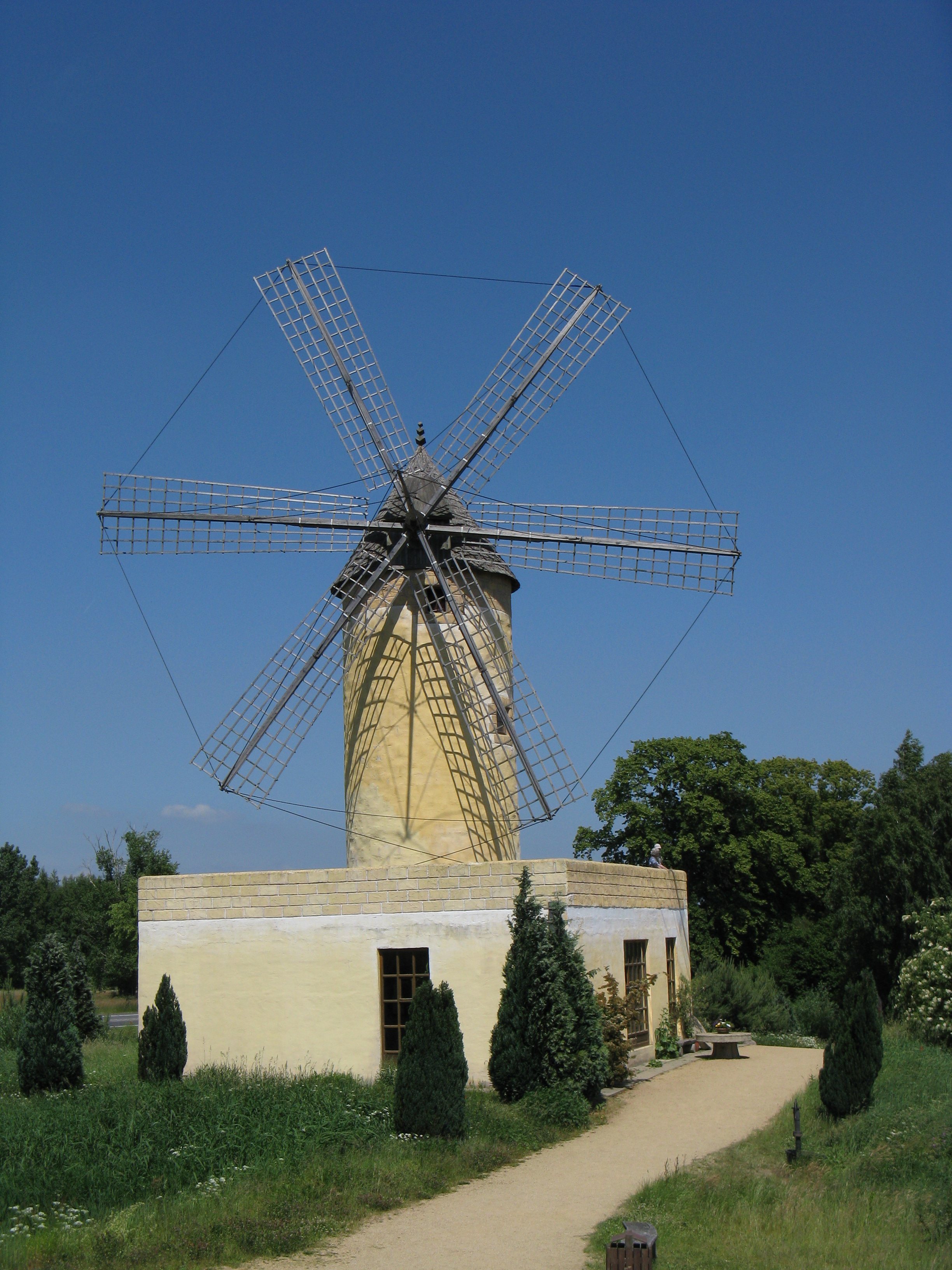
Molen van Mallorca, Spanje
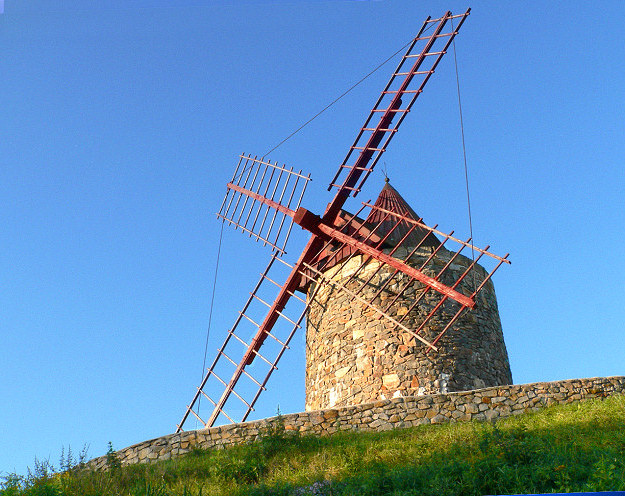
Molen uit de Provence, Frankrijk
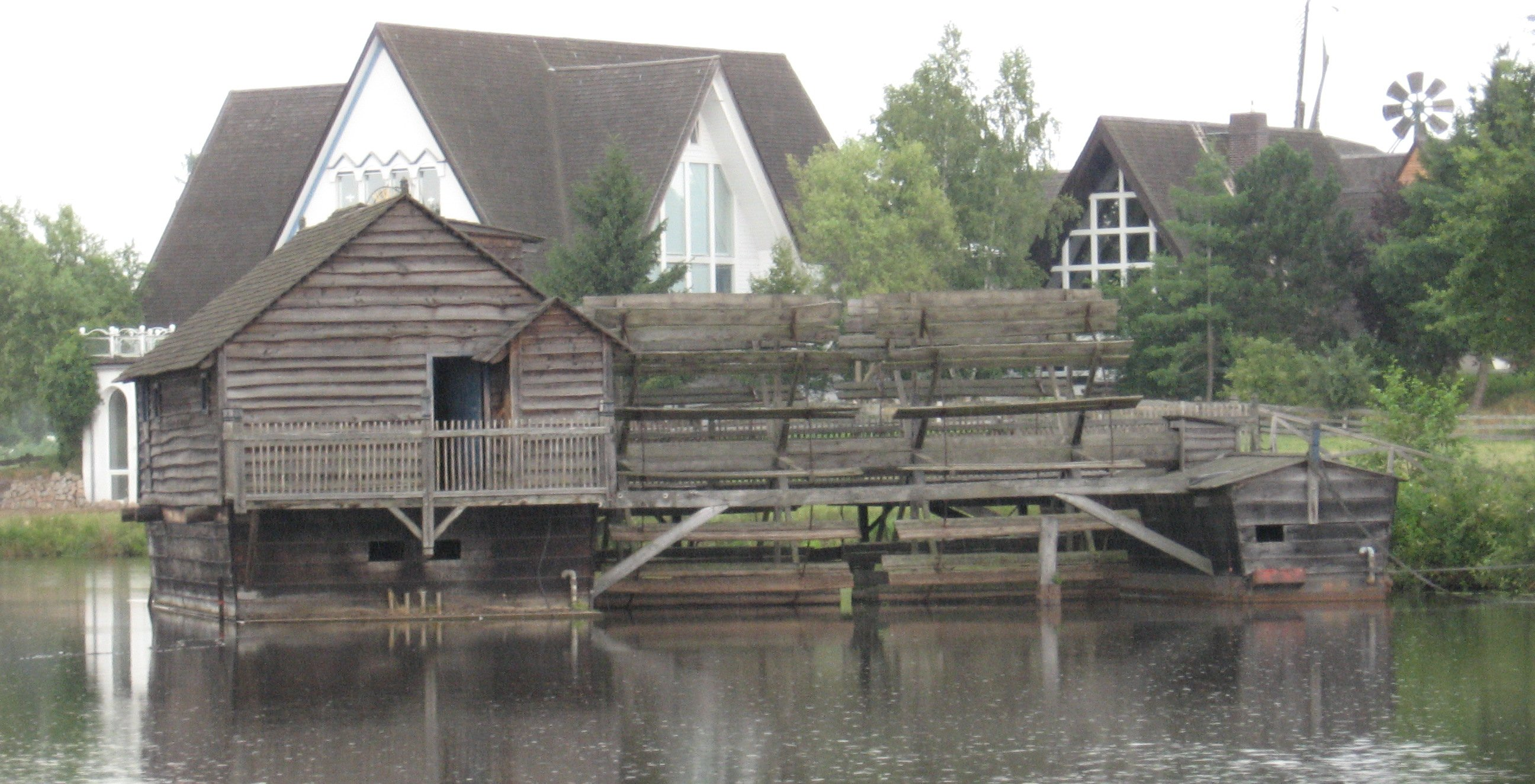
Schipmolen uit Hongarije
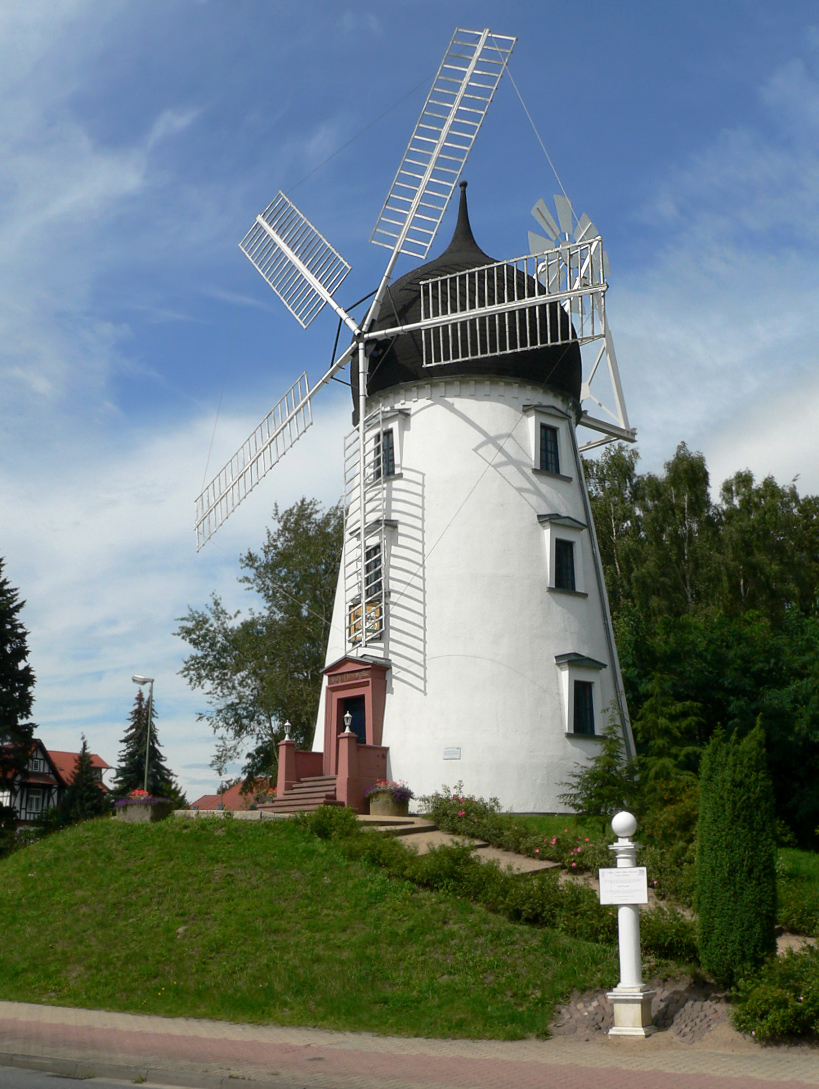
Schotse molen uit Dumfries; deze staat elders in Gifhorn
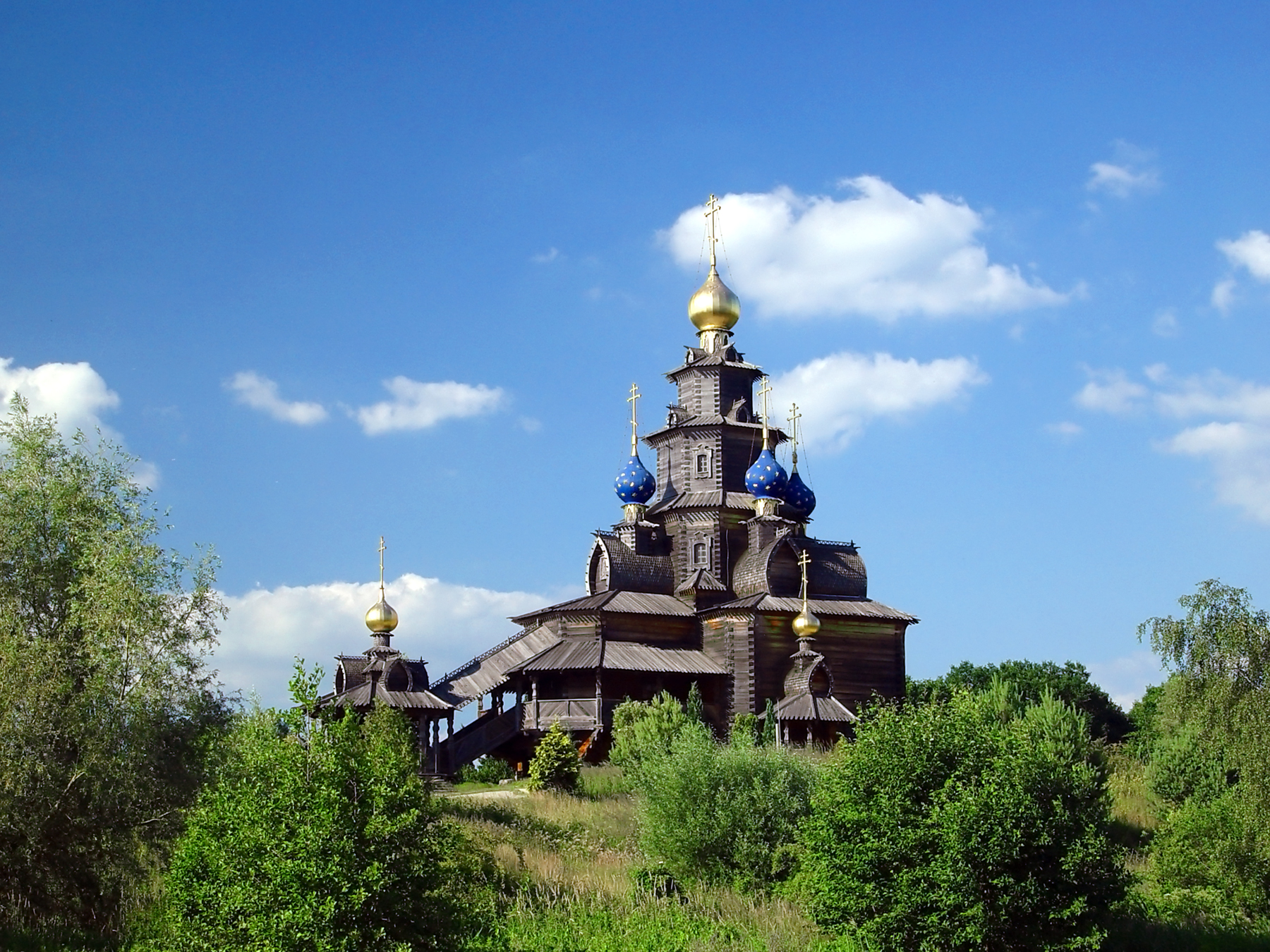
Russische kerk op het museumterrein

### Overige
- De 18e-eeuwse evangelisch-lutherse St. Nicolaaskerk (Nicolaikirche) met fraai barok orgel
- De oude stad is rijk aan fraaie vakwerkhuizen, waaronder één met de merkwaardige naam "Langer Jammer" (Steinweg 1; bouwjaar 1540).
- Het imposante Kavaliershaus, Steinweg 3, bouwjaar 1546. Aan de voorzijde van steen, aan de andere drie zijden in vakwerkstijl gebouwd. Slotvoogd Caspar von Leipzig woonde er in de 16e eeuw. Het gebouw dient diverse culturele doeleinden, o.a. twee bescheiden streekgebonden musea.
- Cultureel instituut Die Brücke, naast het molenmuseum, is een door Michail Gorbatsjov in 1996 geopend gebouw, bedoeld als expositie- en werkruimte voor kunstenaars en kunstnijveraars van vooral Russische afkomst. Er hangt een replica van de Moskouse Tsarenklok in het gebouw. Het gebouw wordt ook wel Klokkenpaleis (Glockenpalast) genoemd. Het grote heiligenbeeld stelt Sint Jozef voor.
- De natuur in de omgeving van Gifhorn met o.a. de Lüneburger Heide is fraai en leent zich voor, ook langere, wandel- en fietstochten.
- De Stadthalle is een modern, multifunctioneel gebouw, waar tijdens toneelvoorstellingen en concerten maximaal 567 zitplaatsen beschikbaar zijn.
- Jaarlijks rond 18 juni vindt een schuttersfeest met grote optocht plaats. De datum hangt samen met de Slag bij Waterloo, waaraan in 1815 veel leden van de schutterij van Gifhorn hadden deelgenomen. De traditie van het schuttersfeest, één der grootste in Duitsland, gaat terug tot 1661.

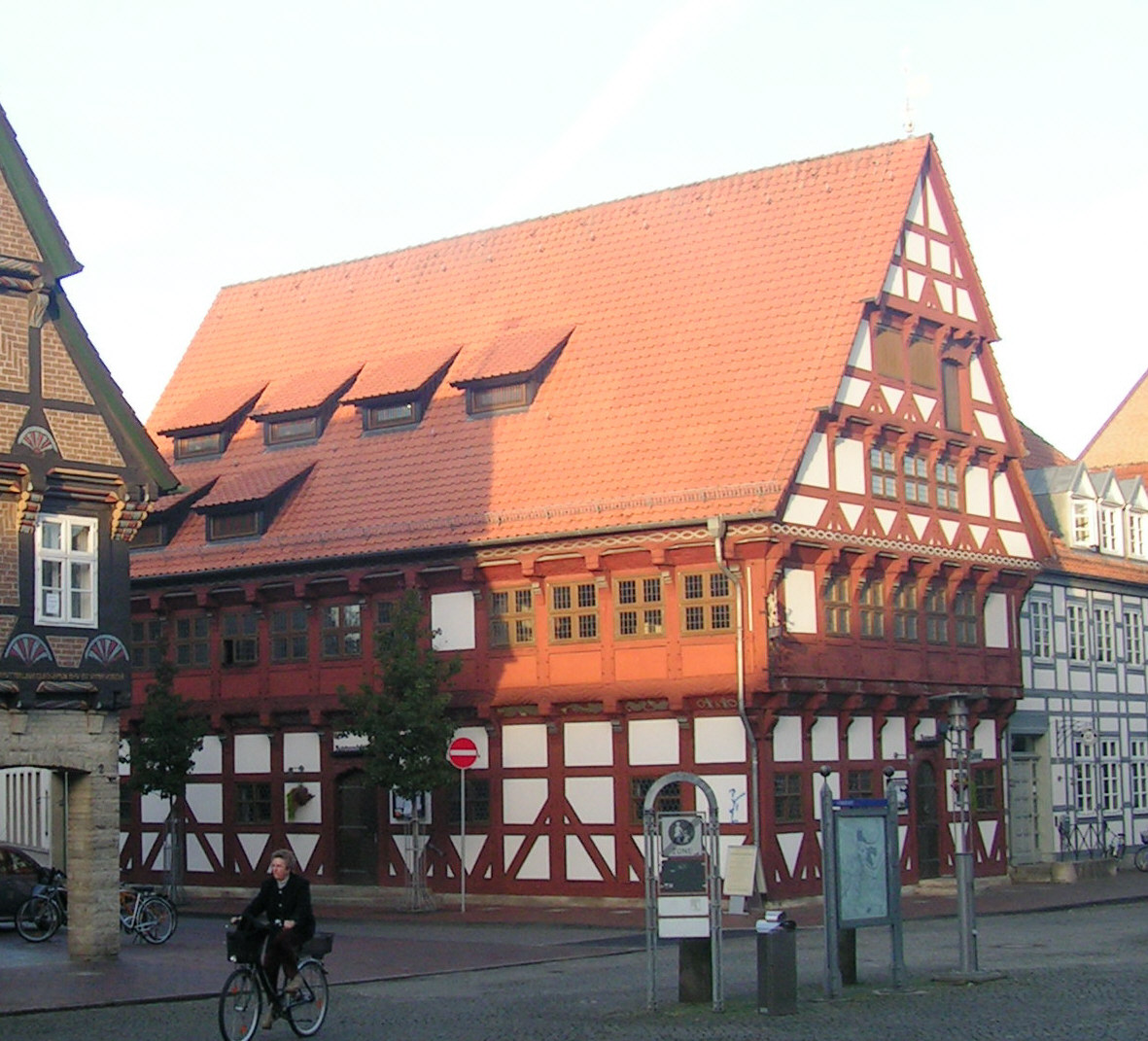
Voormalig raadhuis (tot 1924), gebouwd in de 16e eeuw, tegenwoordig restaurant Ratsweinkeller
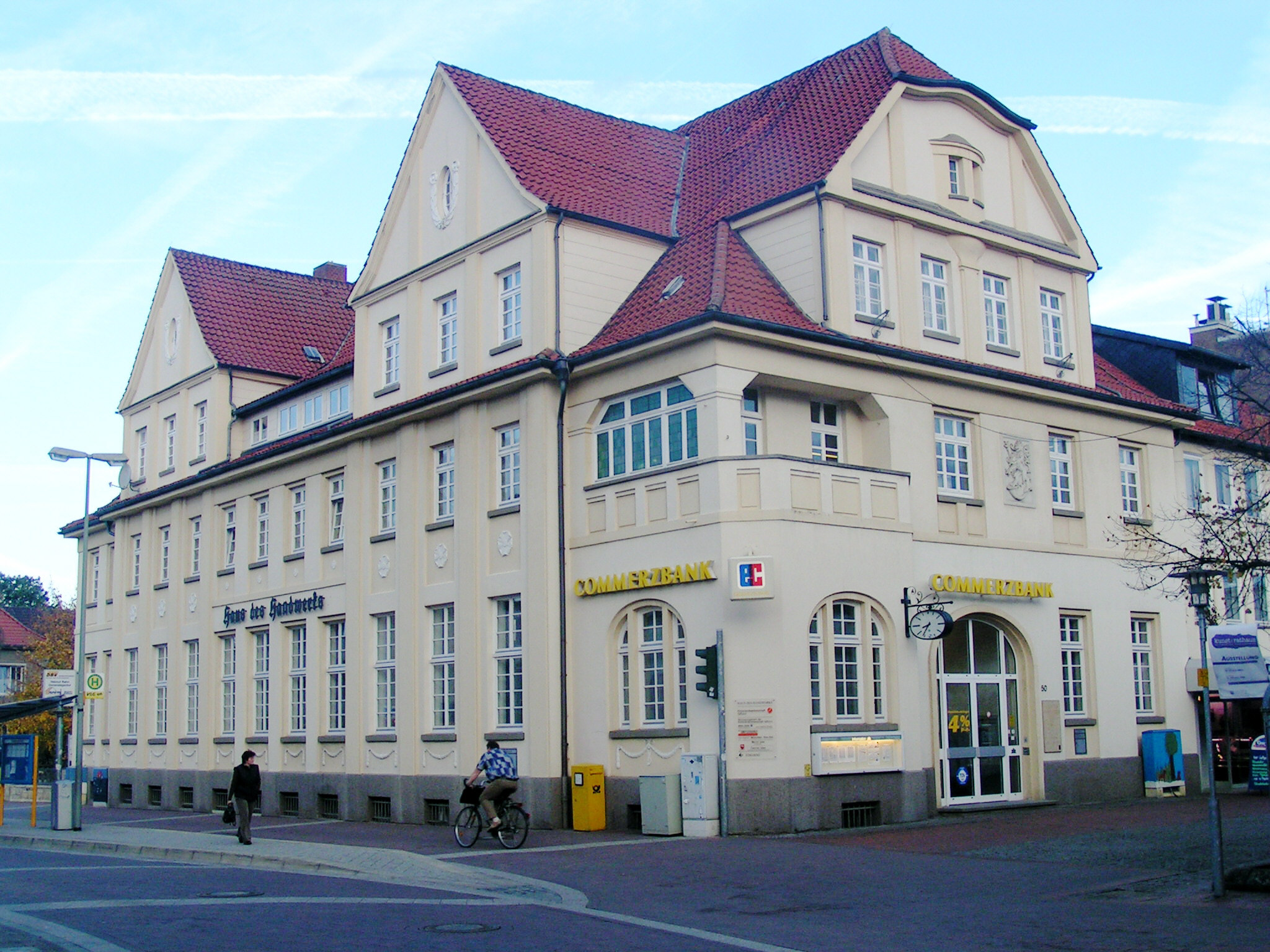
Voormalig raadhuis (1924–1984), tegenwoordig Haus des Handwerks
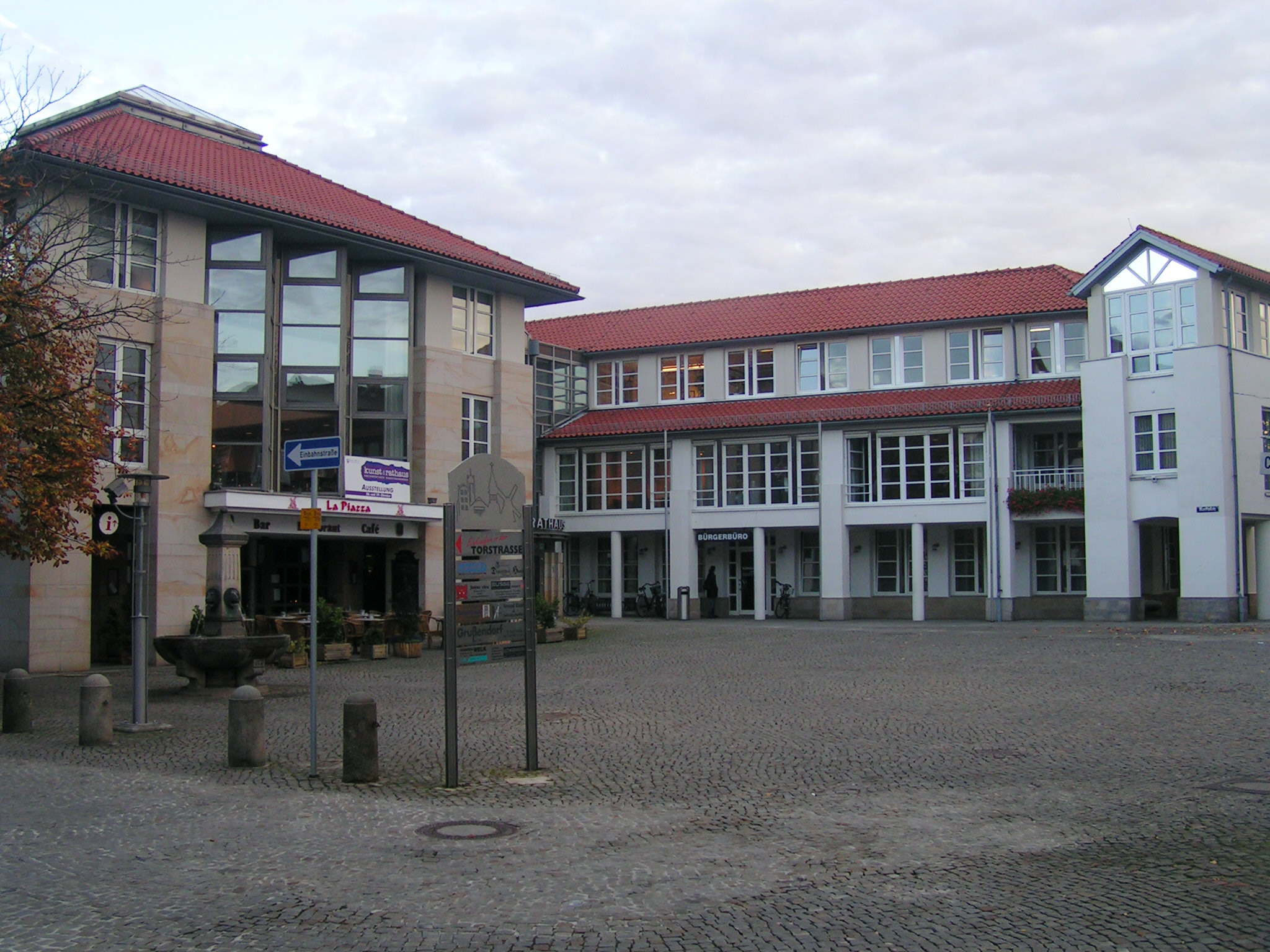
Het nieuwe raadhuis
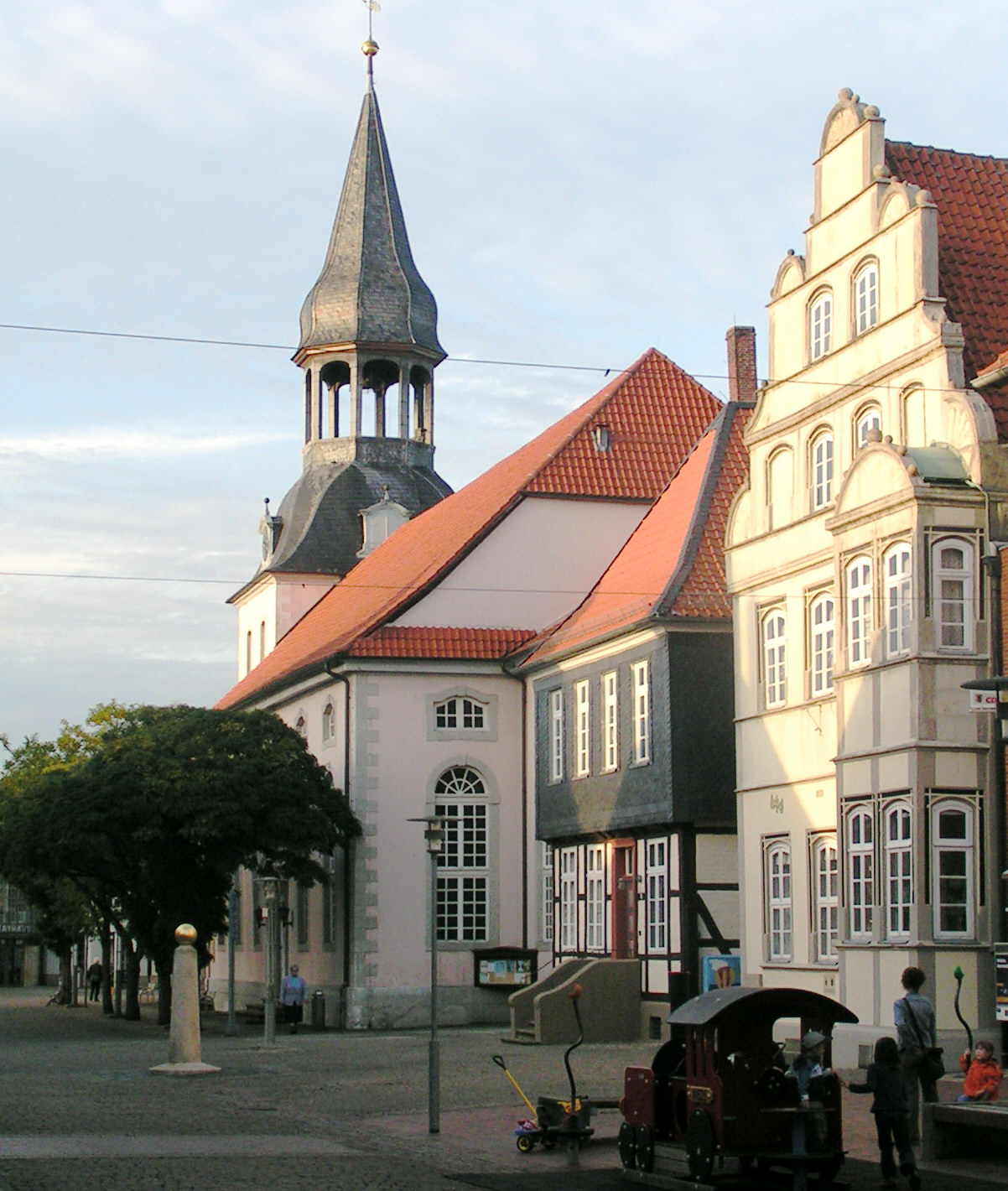
Nicolaaskerk (links), Langer Jammer (vakwerkhuis, midden), Kavaliershaus (rechts)
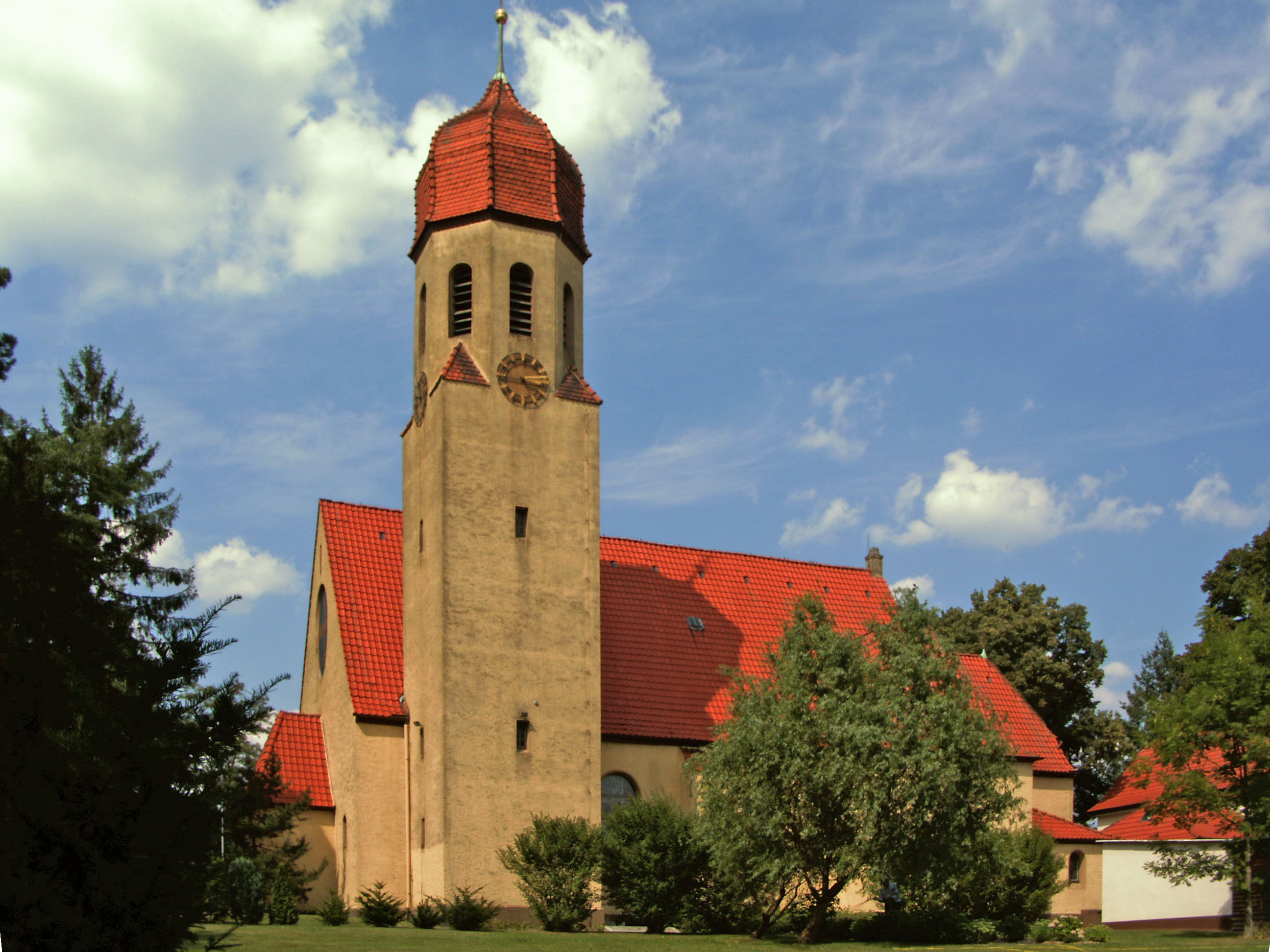
Evang.-lutherse St.-Bernwardkerk
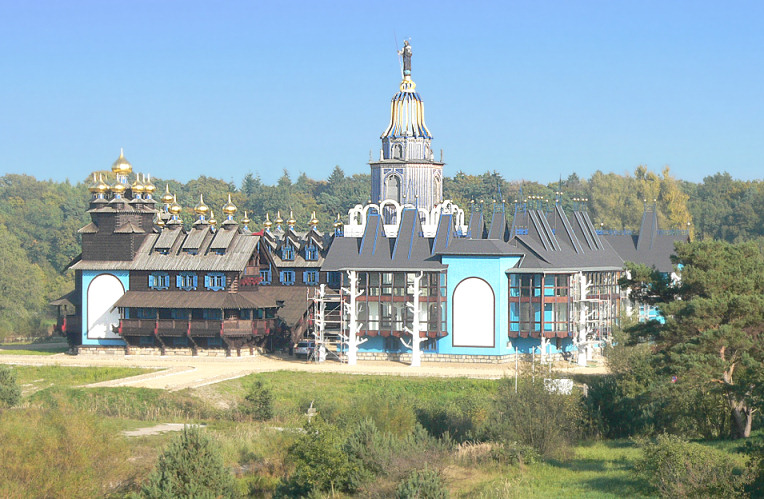
Cultureel instituut Die Brücke
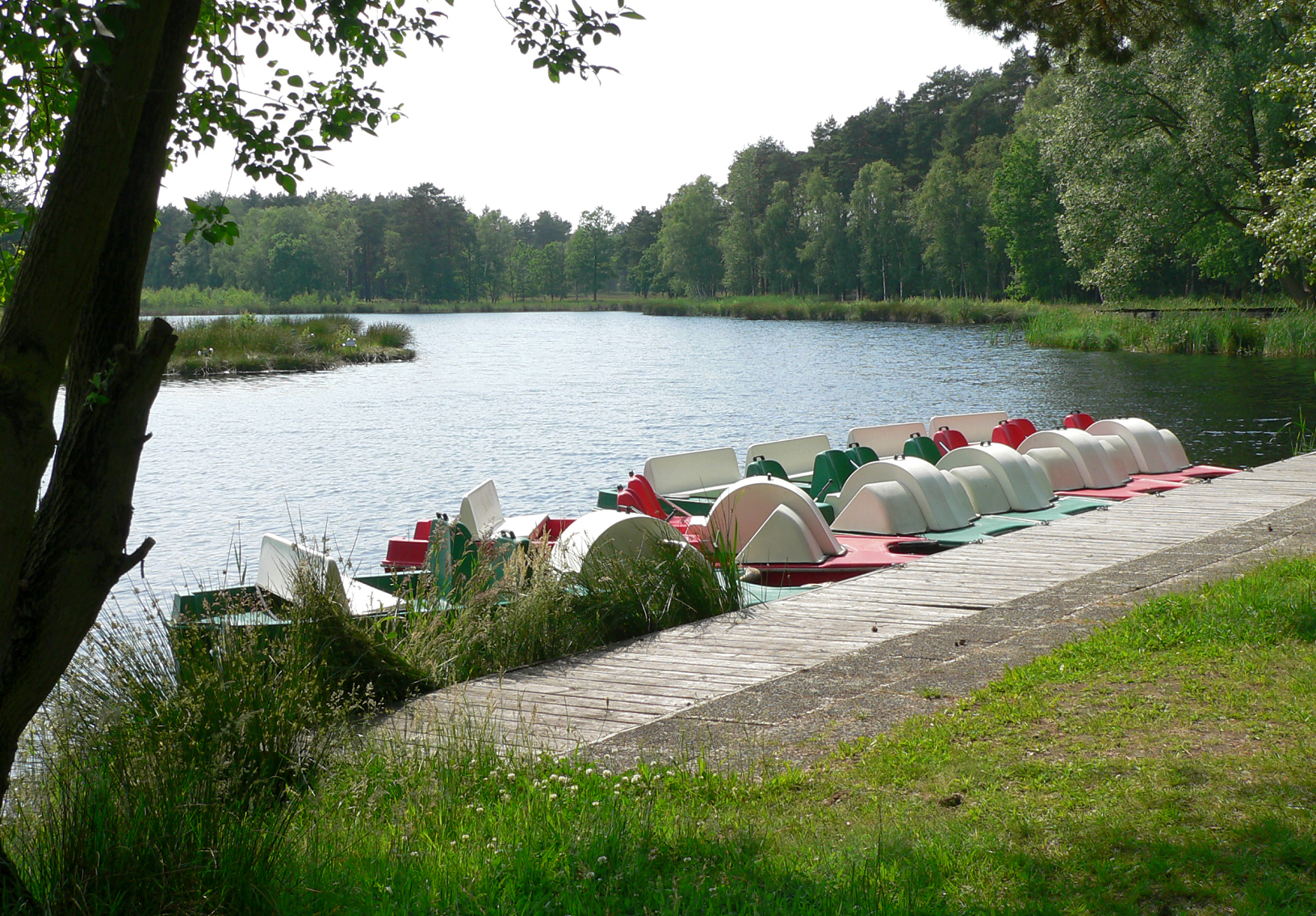
Recreatieplas Heidesee

## Partnergemeenten
- Xanthi in Griekenland
- Korsun-Schewtschenkiwskyj, (Корсунь-Шевченківський) Oblast Tsjerkasy , Oekraïne
- Dumfries in Schotland
- Gardelegen in Duitsland
- Gemeente Hallsberg in Zweden

## Belangrijke personen in relatie tot de gemeente

### Geboren
- Fabian Klos (*1987), profvoetballer

### Overleden
- Frans van Brunswijk-Lüneburg, hertog van Hertogdom Brunswijk-Lüneburg (1508-1549)